# Seeland (Schweiz)

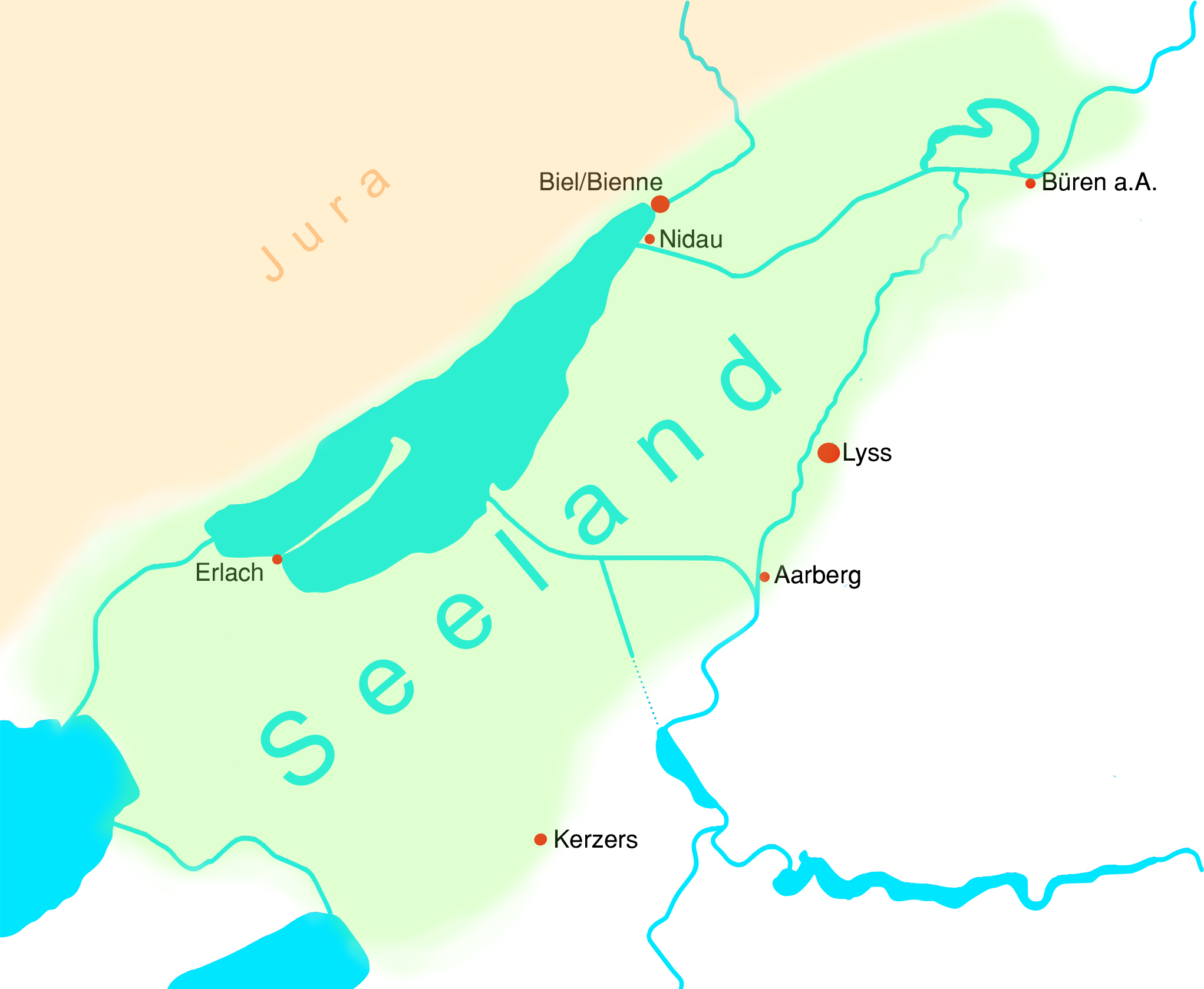
Seeland – ungefähre Abgrenzung der Landschaft nach ortsüblichem Gebrauch

Das Seeland (frz. ebenfalls Seeland) ist eine Landschaft im Schweizer Mittelland und umfasst das Gebiet zwischen Bieler-, Murten- und Neuenburgersee sowie entlang der Aare in Richtung Solothurn. Im Zentrum liegt das Grosse Moos, das alte Überschwemmungsgebiet der Aare. Diese grosse Ebene war im Mittelalter sumpfig und schwach besiedelt, aber nach der ersten Juragewässerkorrektion konnte viel fruchtbares Land gewonnen werden, und das Seeland wird heute als Gemüsegarten der Schweiz bezeichnet.
Die Abgrenzung ist nicht scharf und deckt sich nicht genau mit der Verwaltungsregion Seeland des Kantons Bern. Als Seeland wird die von wenigen Hügelzügen durchsetzte Ebene zwischen Murten- und Neuenburgersee und der bernisch-solothurnischen Grenze verstanden. Begrenzt wird das Seeland im Norden vom Jura und im Süden von den Hügellandschaften Frienisberg und Bucheggberg. Das Seeland liegt auf knapp 440 m ü. M. mit den Hügeln Jolimont, Jäissberg (Jensberg) und Büttenberg.
Seit prähistorischer Zeit ist das Seeland besiedelt, so finden sich Orte keltischen, römischen und mittelalterlichen Ursprungs. Es ist heute die grösste von Menschen veränderte Landschaft der Schweiz. Heute gehört das Seeland vor allem zum Kanton Bern, jedoch werden auch Gemeinden aus dem Kanton Freiburg und kleine Gebiete entlang des Zihlkanals im Kanton Neuenburg dazu gezählt.
Die Stadt Biel/Bienne ist der grösste Ort im Seeland. Wichtige Regionalzentren sind Aarberg, Büren an der Aare, Ins, Kerzers, La Neuveville (Neuenstadt), Lyss, Murten und Nidau.

## Sprache
Im Seeland wird ganz überwiegend Schweizerdeutsch, in seinen Grenzgebieten auch Französisch bzw. früher Frankoprovenzalisch gesprochen. Die Stadt Biel Biel/Bienne ist zweisprachig, wobei Deutsch dominiert.

## Drei-Seen-Land und Tourismus

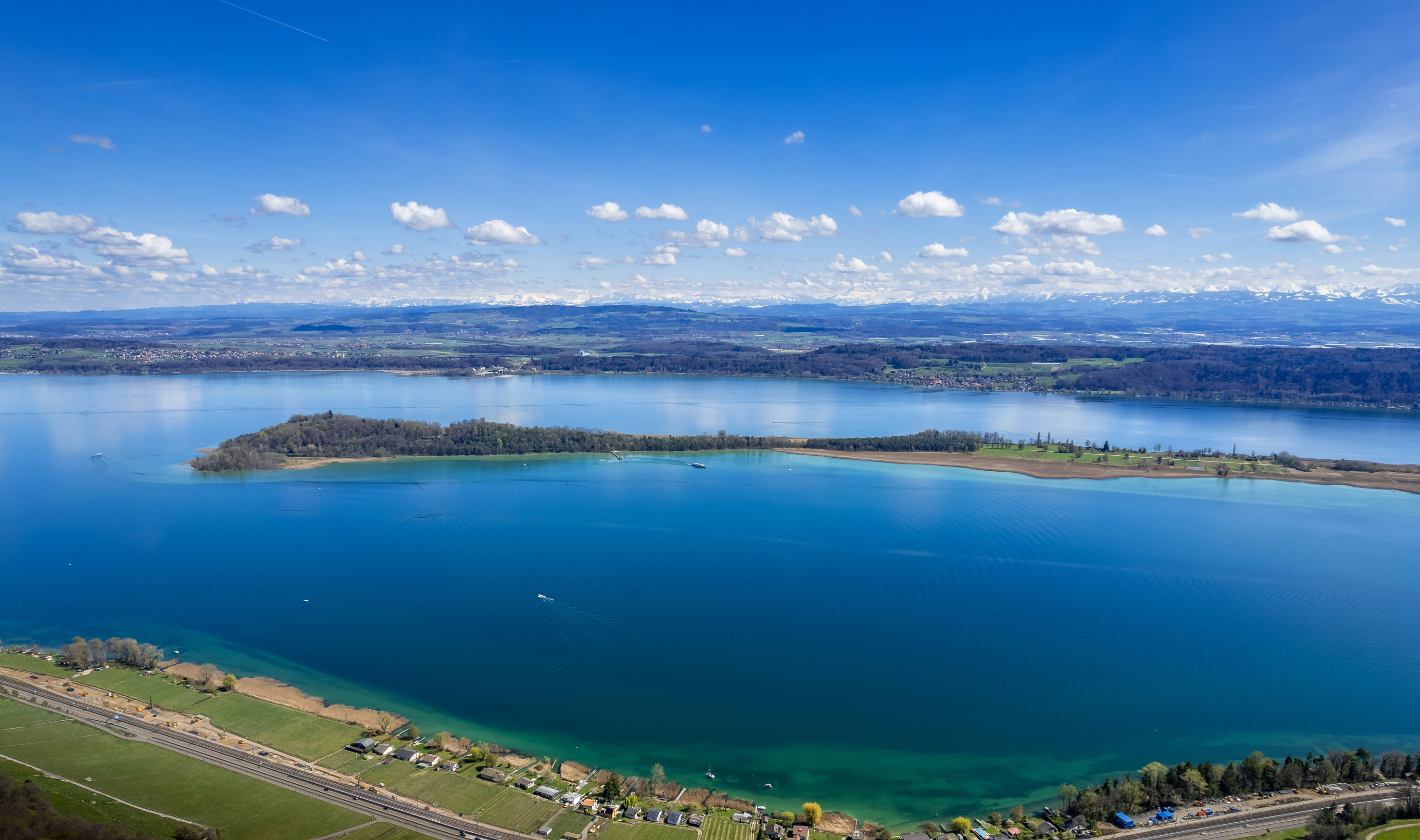
Bielersee mit St. Petersinsel

Das Seeland ist Teil der Tourismusregion Jura & Drei-Seen-Land (Jura & Trois-Lacs). Unter diesem Begriff wird vor allem seit der Landesausstellung Expo.02 der Tourismus in der Region gefördert. Die flache Landschaft eignet sich besonders fürs Radfahren, aber bietet entlang und auf den vielen Gewässern Möglichkeiten für den Familienurlaub, für Kultur und Sport, aber auch ruhige Orte zur Entspannung. Zudem bieten die mittelalterlichen Städte Erlach, Le Landeron, La Neuveville, Aarberg, Nidau, Biel und Büren und die Fischer- und Rebbaudörfer Twann und Ligerz Einblicke in das Leben und die Geschichte der Region. Diese Geschichte wird in den grossen Museen Latenium und NMB vermittelt, aber auch in zahlreichen kleineren Museen.

## Verwaltung

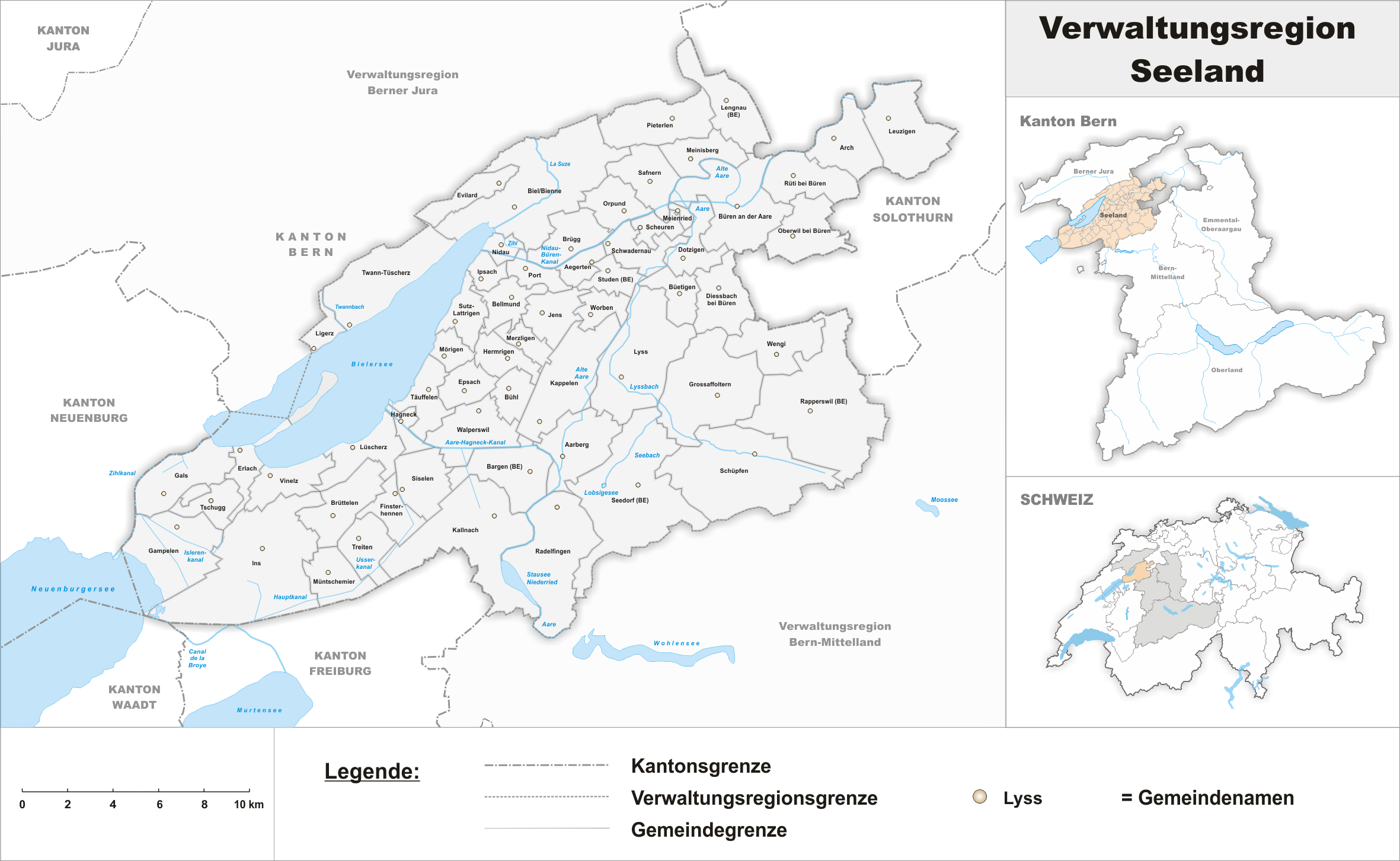
Verwaltungsregion Seeland des Kantons Bern, bestehend aus den Verwaltungskreisen Biel/Bienne und Seeland

Der grössere Teil des Seelands gehörte zur Zeit der Alten Eidgenossenschaft der Stadt und Republik Bern und ist seit 1815 Teil des Kantons Bern. Aus den Gemeinden der Amtsbezirke Biel, Nidau, Büren, Aarberg und Erlach, welche in dieser Form seit 1893 bestanden, wurde 2010 die Verwaltungsregion Seeland gebildet. Diese besteht aus einem ländlichen Teil, dem Verwaltungskreis Seeland mit Hauptort (Regierungsstatthalteramt) Aarberg, und einem städtischen Teil mit Stadt und Agglomeration Biel, dem Verwaltungskreis Biel/Bienne mit Hauptort Biel/Bienne und der kantonalen Verwaltung des Regierungsstatthalteramtes im Schloss Nidau. Die Gemeinden der Verwaltungsregion Seeland sind im Verein seeland.biel/bienne zusammengeschlossen, um Aufgaben der Verkehrs- und Raumplanung, der Energieversorgung, der Regionalpolitik sowie weiterer Politikbereiche gemeinsam zu erfüllen.
Das westliche Seeland mit dem Ostufer des Murtensees wurde in der Zeit der Alten Eidgenossenschaft gemeinsam von Bern und Freiburg verwaltet. Seit 1815 bildete es einen Teil des Seebezirks des Kantons Freiburg. Die Ebene nördlich des Zihlkanals gehört zum Kanton Neuenburg.

## Geologie
Die Landschaft Seeland ist Teil der geographischen Grosseinheit Schweizer Mittelland. Der Untergrund besteht überwiegend aus Gesteinsschichten der Molasse, die ein Becken zwischen Alpen und dem Juragebirge füllt. Bei diesen Gesteinen handelt es sich um Sandsteine, Konglomerate (Nagelfluh) und Mergelgesteine. Sie sind die während der Tertiärzeit angeschwemmten Verwitterungsprodukte ehemaliger Flüsse aus den nahen Gebirgen, die einem See abgelagert wurden. Deshalb bezeichnet man sie als Süsswassermolasse. Unter diesen Schichten liegen Gesteine der Kreide, der Jura und aus der Trias (hier mit einer dünnen Salzschicht). In einer Tiefe von etwa 3000 Metern liegt das kristalline Grundgebirge.
Während der Eiszeitperiode war die Landschaft vom Rhonegletscher überdeckt, der nach seinem Rückzug eine glaziale Oberflächenprägung mit Moränenablagerungen hinterlassen hat. Diese Schotter sind in der Region allgegenwärtig und für den Grundwasserhaushalt sowie für das Baugeschehen von grosser Bedeutung. Die jüngsten Ablagerungen bilden limnische Sedimente, die aus Perioden ursprünglich grösserer Seeausdehnungen stammen. Es handelt sich dabei um Sande und Schlämme sowie um organische Substanzen.
Die Hänge des Jura fallen steil und nahezu ohne vorgelagerte Erhebungen zum Seeland herab. Es handelt sich um meist gold- bis hellbeige Kalksteine. Sie begrenzen die westliche Flanke des Seelandes. Im Norden und Osten schliessen sich weitere flache und leicht gewellte Landschaften des Mittellandes an, beispielsweise das Freiburger Land.
Am Gebirgsabhang des Jura wurde der Kalkstein bereits in gallorömischer Zeit an verschiedenen Stellen abgebaut und mit Schiffen über den Neuenburgersee transportiert. Bis in die Gegenwart sind die wirtschaftlich genutzten Kalksteinlagerstätten des Jura für die Architektur in den Städten des Seelandes von bestimmendem Einfluss.

## Gewässer

Überschwemmungsgebiete vor den Gewässerkorrektionen

Diese gaben dem Seeland den Namen und prägen die Region. Sie dienen zur Be- und Entwässerung für die Landwirtschaft, liefern mit ihren Wasserkraftwerken Energie und sind für den Tourismus von grosser Bedeutung.
Geschichte

Grosses Moos 1942

Nach dem Rückgang des Rhonegletschers am Ende der letzten Eiszeit bildete sich zuerst ein grosser See, der Solothurnersee. Als der Seespiegel sank, blieben Bieler-, Murten- und Neuenburgersee übrig, verbunden durch Broye- und Zihlkanal. Als wichtigster Fluss durchzieht die Aare das Seeland, welche in der flachen Landschaft immer wieder zu Überschwemmungen und zur Bildung des Grossen Mooses führte. Der Flusslauf der Aare wechselte im Laufe der Jahrtausende stark, floss zuerst bei Aarberg in den Solothurnersee, dann über längere Zeiträume in den Neuenburgersee und seit 5000 v. Chr. Richtung Solothurn ohne Kontakt mit den drei Seen. Erst seit der Juragewässerkorrektion im 19. Jahrhundert fliesst die Aare mit Hagneck- und Nidau-Büren-Kanal durch den Bielersee.
Die Gewässer dienten seit je als Transportwege; so finden sich bereits aus der Römerzeit Hafenanlagen in Petinesca. Im 17. Jahrhundert entstanden Pläne für eine Verbindung von Rhein und Rhone durch die Schweiz, und erste Abschnitte des Transhelvetischen Kanals wurden gebaut. Auch Bern war interessiert an einer schnellen Verbindung nach Westen, und so wurde ein Kanal von der Aare bei Aarberg bis in den Broyekanal nach La Sauge gebaut und zum Warentransport genutzt – der Aarberger Kanal. Aber schon nach kurzer Zeit konnte der Unterhalt nicht mehr finanziert werden, vor allem auch weil das letzte Teilstück des Transhelvetischen Kanals zwischen dem Canal d’Entreroches und dem Genfersee nie realisiert wurde.

Wasserkraftwerk Hagneck 1954

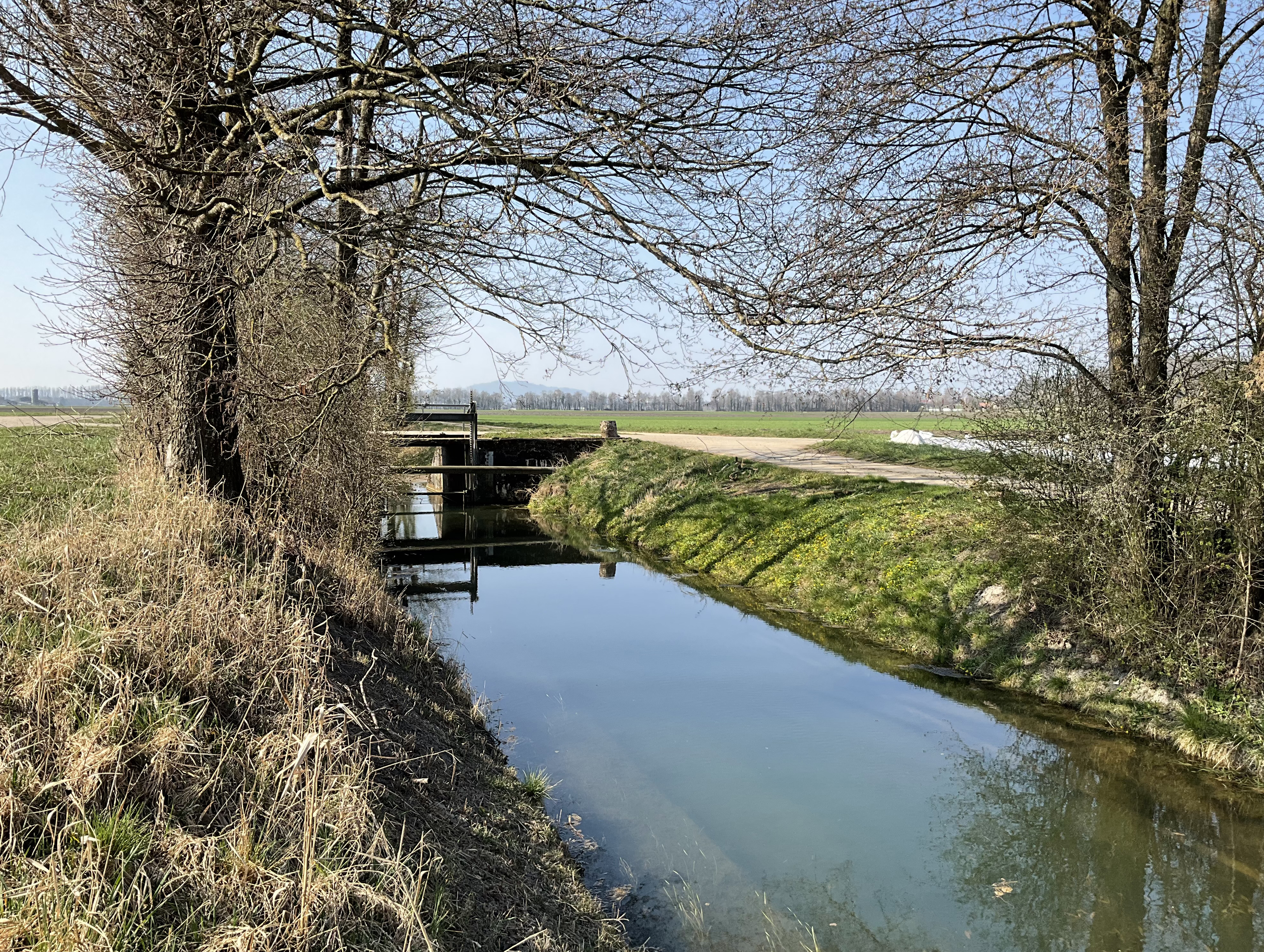
Binnenkanal im Grossen Moos

Nun blieb das Grosse Moos über Jahrhunderte ein malariaverseuchtes Sumpfgebiet, welches für die Landwirtschaft kaum genutzt werden konnte. Nachdem im 18. Jahrhundert die Überschwemmungen zugenommen hatten, wurde die Gewässerkorrektion ein Anliegen von nationaler Bedeutung. Nach ersten Ideen zur Entsumpfung konnte auf Initiative des Arztes Johann Rudolf Schneider zusammen mit dem Ingenieur Richard La Nicca die erste Juragewässerkorrektion gebaut werden, und seit 1878 fliesst die Aare durch den Hagneckkanal in den Bielersee. Weil es weiterhin zu Überschwemmungen kam, wurde eine zweite Juragewässerkorrektion notwendig. Die drei Seen dienen seither als Rückhaltebecken bei Hochwasser. Zentrales Element ist dabei die Schleuse Port, durch welche sichergestellt wird, dass die vertraglich geregelten Durchflussmengen eingehalten werden, um Überschwemmungen flussabwärts zu vermeiden.
Das ehemalige Flussbett der Aare blieb zwischen Aarberg und Büren als Alte Aare erhalten, ein vielarmiger Wasserlauf, dessen Wasserstand künstlich gesteuert wird. Trotzdem ist sie ein wichtiges Auengebiet in der stark besiedelten Landschaft und wird seit 2009 in mehreren Teilprojekten renaturiert.
Seit der Juragewässerkorrektion spielen zudem die Binnenkanäle im Grossen Moos eine wichtige Rolle. Sie dienen nicht nur der Entwässerung, sondern werden von der Landwirtschaft auch zur Bewässerung der Felder benutzt. Zusammen mit den Windschutzstreifen vernetzen sie Flora und Fauna zwischen den intensiv bewirtschafteten Feldern, aber sind dadurch auch stark mit Schadstoffen belastet. Auch deshalb werden grosse Anstrengungen zur ökologischen Aufwertung unternommen. Zusätzliche Probleme bieten der Klimawandel und das Absinken des Bodens, und so wird über eine dritte Juragewässerkorrektion diskutiert oder mit innovativen Projekten versucht, Landwirtschaft und Ökologie in Einklang zu bringen, zum Beispiel mit dem Anbau von Reis.
Energie

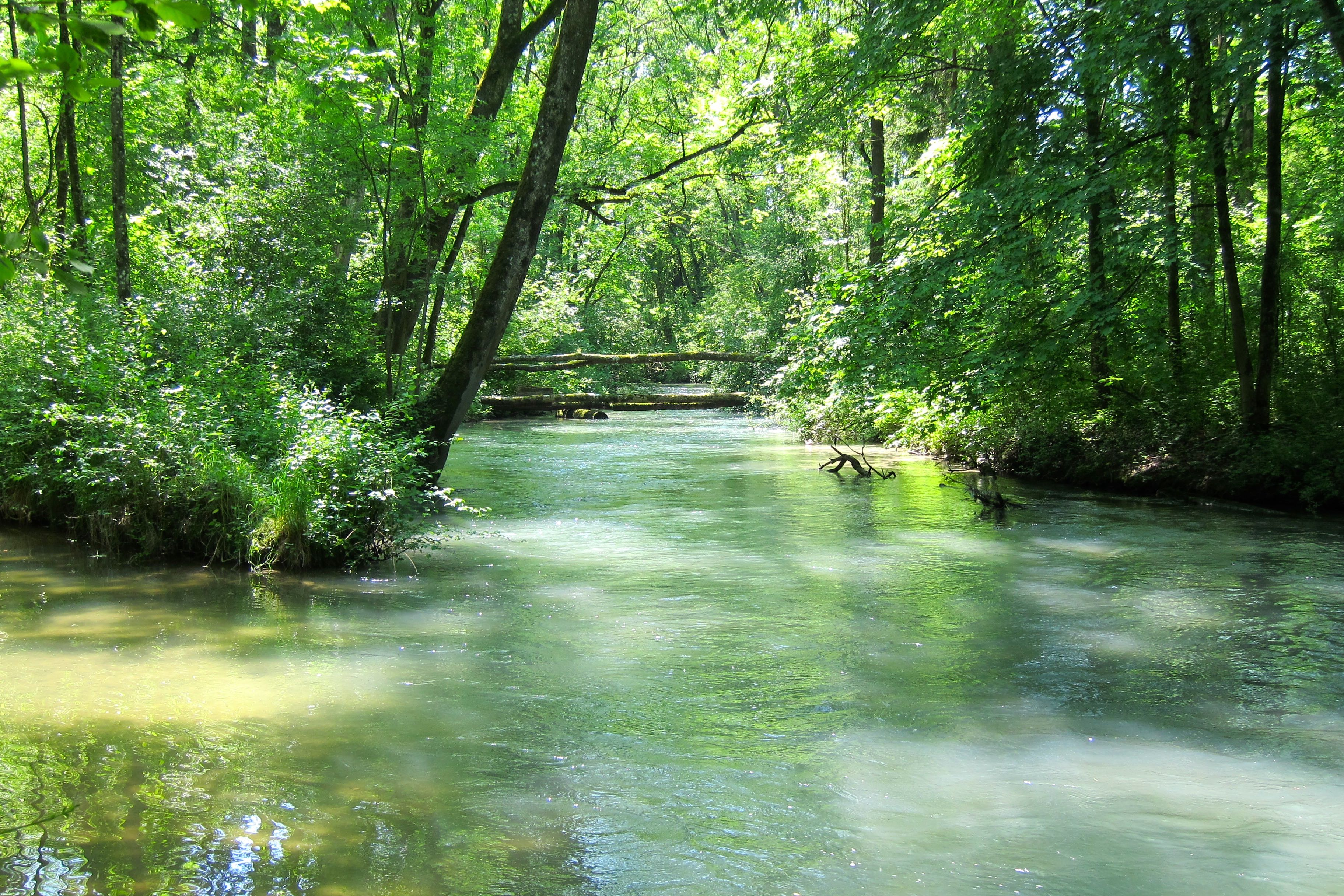
Alte Aare

Heute wird das Wasser der Aare im Seeland in fünf grossen Kraftwerken zur Stromgewinnung verwendet: Kallnach (Baujahr 1913), Aarberg (Baujahr 1963), Hagneck (Baujahr 1900) und Brügg (Baujahr 1995).
Tourismus

Neben der Schifffahrt und zahlreichen Freizeitmöglichkeiten auf und an den Seen und Flüssen ziehen mehrere geschützte Auengebiete die Besucher in die Natur; die Alte Aare mit Häftli und das Fanel am Neuenburgersee. Informationen zur Juragewässerkorrektion finden sich im Schlossmuseum Nidau und zur Wasserkraft im Besucherzentrum des Kraftwerks Hagneck.

## Geschichte

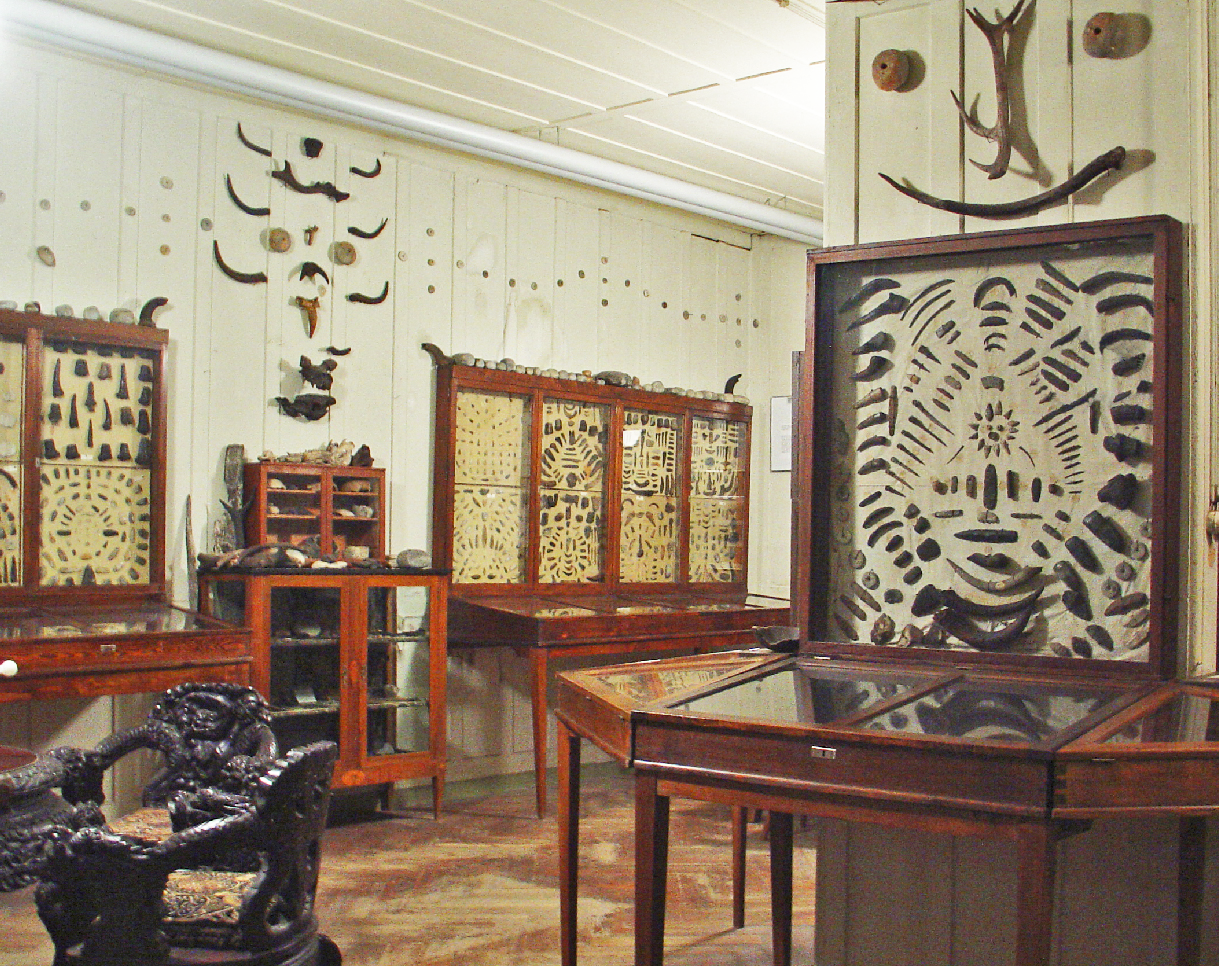
Pfahlbausammlung Irlet – Twann

Seit prähistorischer Zeit ist das Seeland besiedelt, die ältesten archäologischen Funde stammen aus der Jungsteinzeit, nach dem Abschmelzen des eiszeitlichen Rhonegletschers. Bekannt als Pfahlbauer, siedelten die Menschen im Uferbereich der Seen, wovon heute fünf Fundstellen zum UNESCO-Weltkulturerbe gehören. Viele der dort gefundenen Objekte sind in den Museen der Region (NMB Neues Museum Biel, Pfahlbaumuseum Lüscherz, Pfahlbausammlung Irlet, Twann) ausgestellt, dabei gibt die Pfahlbausammlung Irlet auch einen Einblick in die Welt begeisterter Hobby-Archäologen des 19./20. Jahrhunderts und ist ein «Museum im Museum», da die Ausstellung im Originalzustand von 1939 erhalten wird.
Als sich ab 800 v. Chr. das Klima verschlechterte und die Seespiegel zu stark schwankten, zogen sich die Menschen von den Seeufern zurück. Trotzdem blieb das Seeland von Kelten besiedelt, wie durch Grabhügel, vor allem aus der Hallstattzeit, belegt ist. Wichtig sind die Fürstengräber von Ins, in deren Nähe über tausend Jahre später die Grafen von Fenis ihre Burg errichteten.

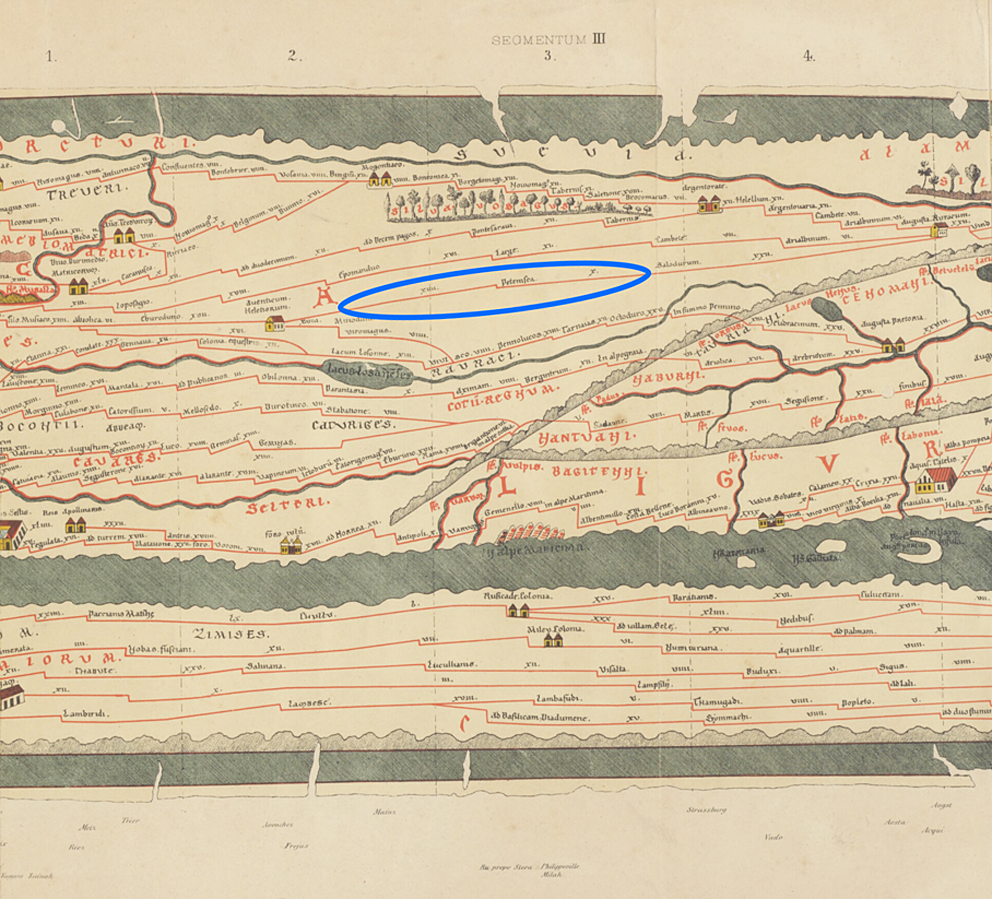
Römerstrasse im Seeland – Ausschnitt aus der Tabula Peutingeriana

Die bedeutendste Fundstätte im Seeland stammt aber aus der jüngeren Eisenzeit und liegt bei La Tène, am Ufer des Neuenburgersees direkt beim Ausfluss des Zihlkanals. Diese gab der Zeit zwischen 3. und 1. Jahrhundert v. Chr. (Latènezeit) den Namen. Ab 1857 wurden tausende von Objekten gefunden – neben vielen Gegenständen aus Eisen auch Objekte aus Holz und anderem organischem Material, was eine genaue Datierung ermöglichte. Viele Fundgegenstände sind weltweit ausgestellt, aber die wichtigsten Sammlungen finden sich im Museum Laténium, im Landesmuseum Zürich und im Neuen Museum Biel (NMB) zusammen mit der Dokumentation der Grabungen.
In römischer Zeit war der Vicus Petinesca das Zentrum des Seelandes. Der Ort befand sich direkt östlich von Aventicum, der Hauptstadt der Helvetier, mit einer Distanzangabe von XIIII, das heisst 14 gallische Leugen (= 34,3 km) auf der Tabula Peutingeriana, was der Entfernung auf den heutigen Strassen ziemlich genau entspricht. Zudem wurden Reste einer keltisch/römischen Brücke über die Zihl gefunden, und im ganzen Seeland zeugen Überreste zahlreicher römischer Gutshöfe (Villae rusticae) von einer verbreiteten Besiedelung.
Nach dem Untergang des Weströmischen Reichs gehörte das Seeland zum Königreich Burgund und war weiterhin bewohnt entlang der alten keltischen und römischen Verkehrswege. 532 kam das Seeland zum Fränkischen Reich als burgundische Landgrafschaft Bargengau.

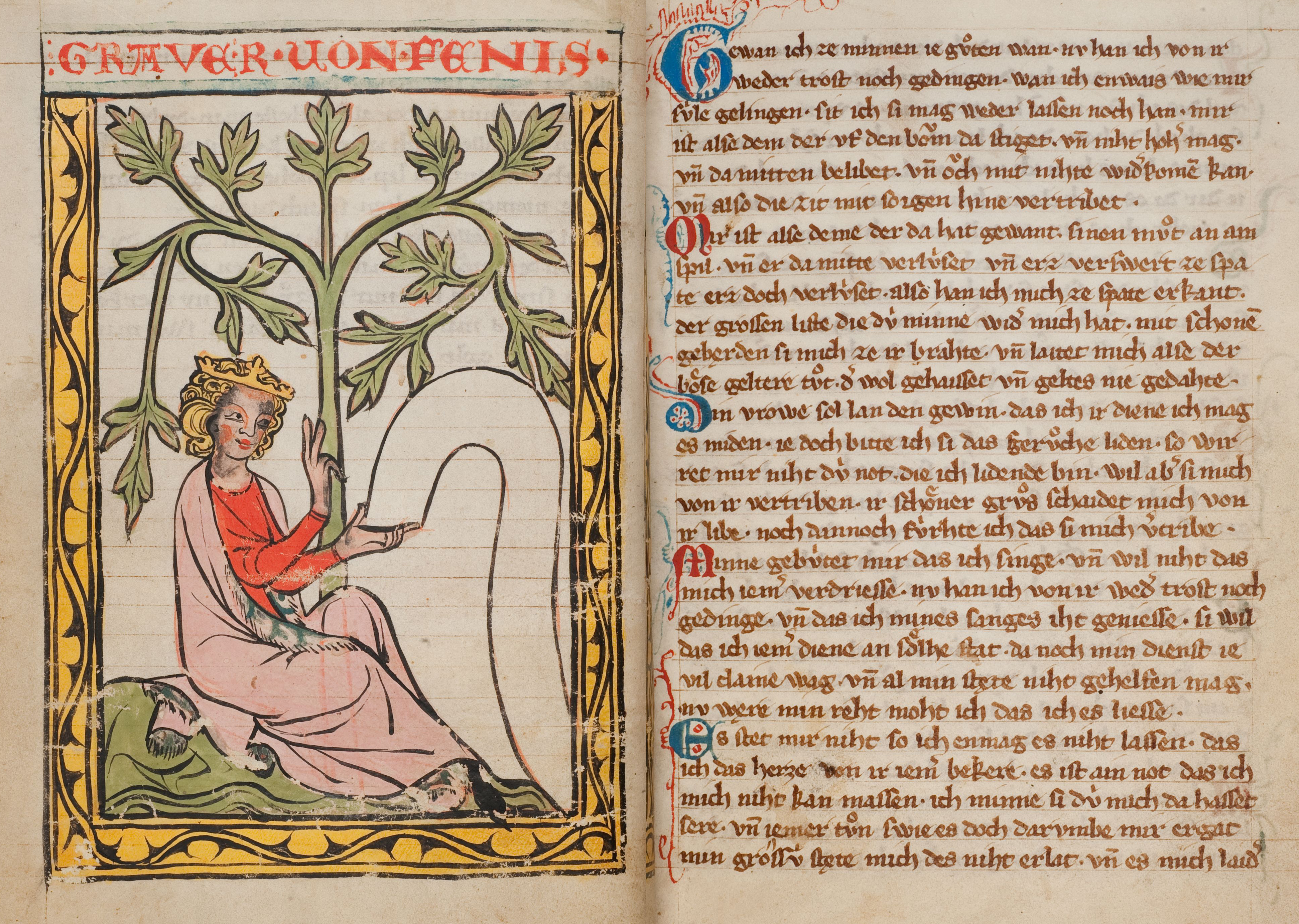
Graf Rudolf von Fenis in der Weingartner Liederhandschrift

Die galloromanische Bevölkerung der Region sprach zunächst Frankoprovenzialisch. Mit dem Vordringen der Alamannen erreichte die deutsche Sprache im 8. Jahrhundert den Bielersee. Wie archäologische Funde von Grabbeigaben und die Ortsnamenforschung zeigen, bildete die Aare längere Zeit die sprachliche und kulturelle Grenze. Allmählich verschob sich die Sprachgrenze weiter nach Westen. Im 12. Jahrhundert verfasste der Minnesänger Rudolf von Fenis seine Lieder in Deutsch, aber in der Tradition französischer Troubadours.
Im Hochmittelalter, als auch das Seeland zum Heiligen Römischen Reich gehörte, prägten die Familie und Herren von Neuenburg die Region. Diese gelten als Nachfahren der Freiherren und Grafen von Fenis, welche ihren Stammsitz in Vinelz hatten. Ihre Burg – die Hasenburg – wurde beim grossen Erdbeben 1117 zerstört, wonach Burkhard von Fenis das Schloss Erlach und sein Bruder Cuno von Fenis die Abtei Erlach, das spätere Kloster St. Johannsen, errichteten.

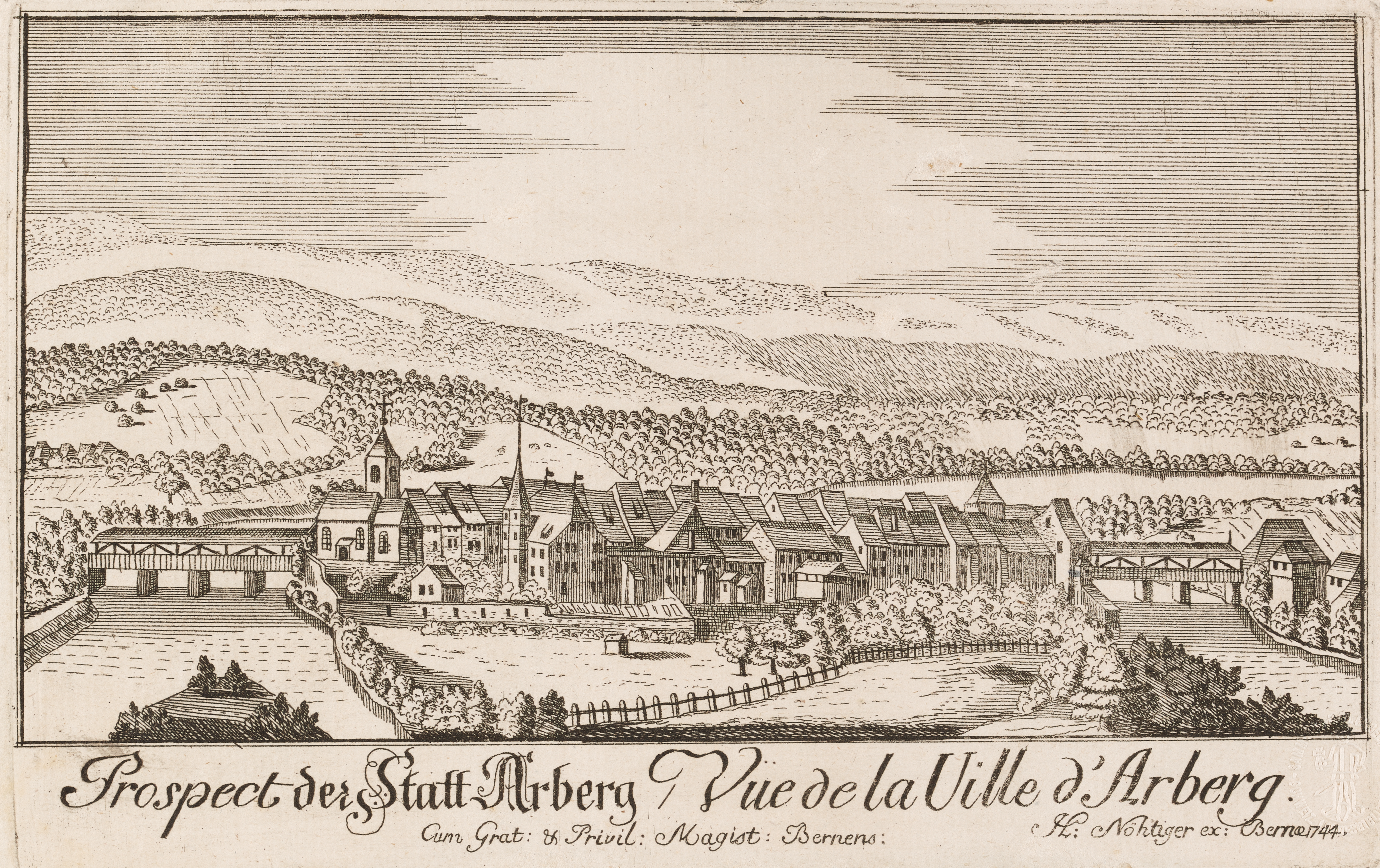
Aarberg, Kupferstich 1744

In dieser Zeit wurden die deutschsprachigen Gebiete der Grafen von Neuenburg, die Landgrafschaft Aarburgund, aufgeteilt in die Linien Neuenburg-Nidau, Neuenburg-Strassberg (Büren) und Aarberg (Aarberg-Aarberg und Aarberg-Valangin). Dagegen blieb Biel, welches mindestens seit der Römerzeit besiedelt war, beim Fürstbistum Basel, erhielt aber bereits 1275 die Stadtrechte von König Rudolf I. von Habsburg.

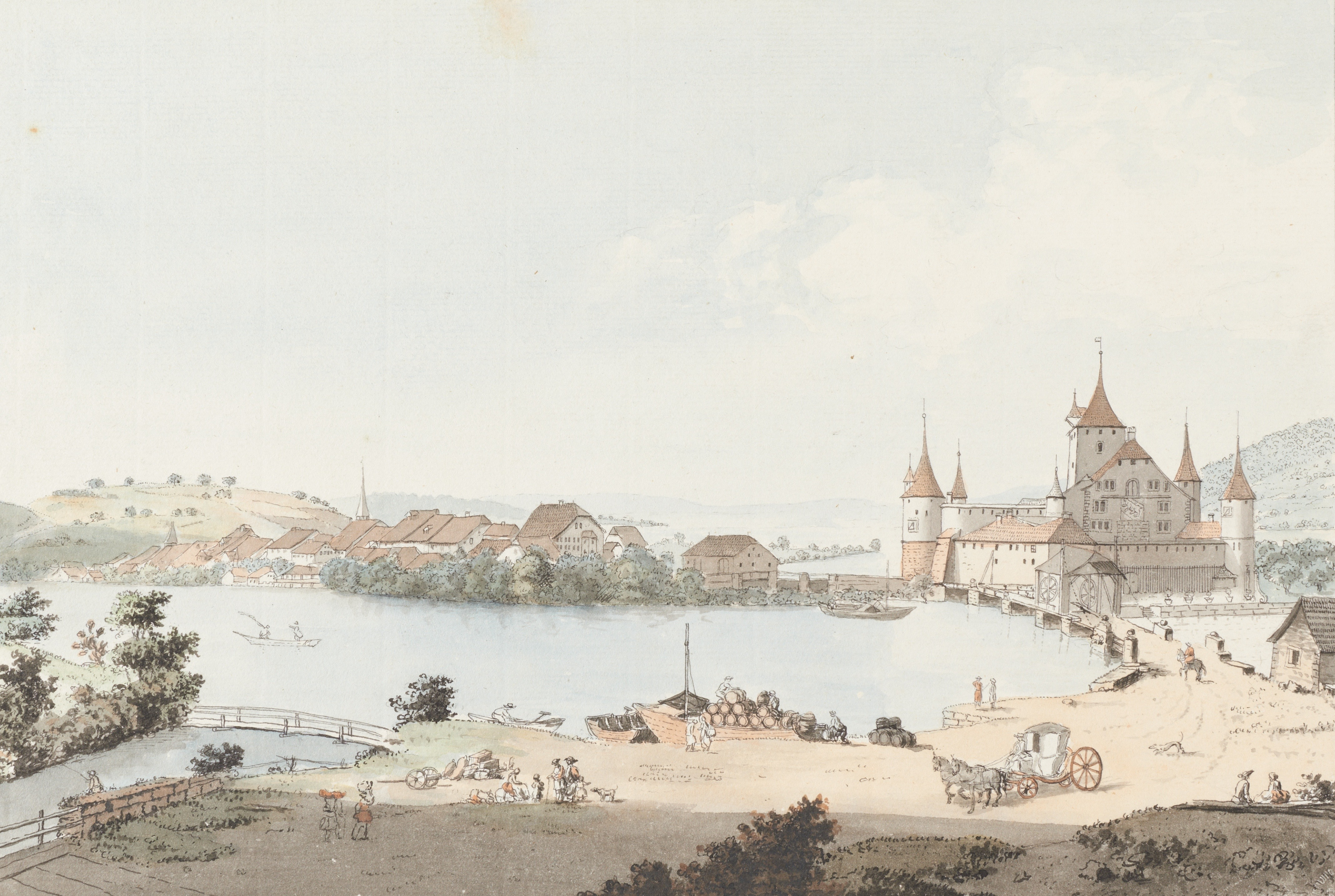
Nidau 1767

Auch in der Zeit der Feudalherrschaften war das Seeland Grenzgebiet, wobei das Herzogtum Savoyen, die Herzöge von Zähringen und die Grafschaft Burgund Teile davon beanspruchten. Als Teil der Burgundischen Eidgenossenschaft waren ab dem 12. Jahrhundert die Städte und zugewandten Orte (Biel) meist unter der Führung Berns, in stark wechselnden Bündnissen und Verträgen verflochten. Im Einflussgebiet Berns stand Aarberg seit 1375, Nidau und Büren ab 1388 und seit den Burgunderkriegen 1474 auch Erlach. Dagegen wurden die Gebiete um Kerzers von Bern und Freiburg gemeinsam verwaltet, bevor sie 1798 definitiv zu Freiburg kamen.
Während der Reformation übernahmen die Seeländer mit Ausnahme von Le Landeron und Cressier rasch den von Johannes Calvin und Guillaume Farel verbreiteten reformierten Glauben. Bei der Vertreibung der Hugenotten aus Frankreich durchquerten diese von Genf kommend das Seeland, dabei ertranken 1687 über hundert Hugenotten bei einem Schiffsunglück auf der Aare bei Lyss. 2017 wurde ihre Route als Hugenottenweg rekonstruiert und ausgeschildert.

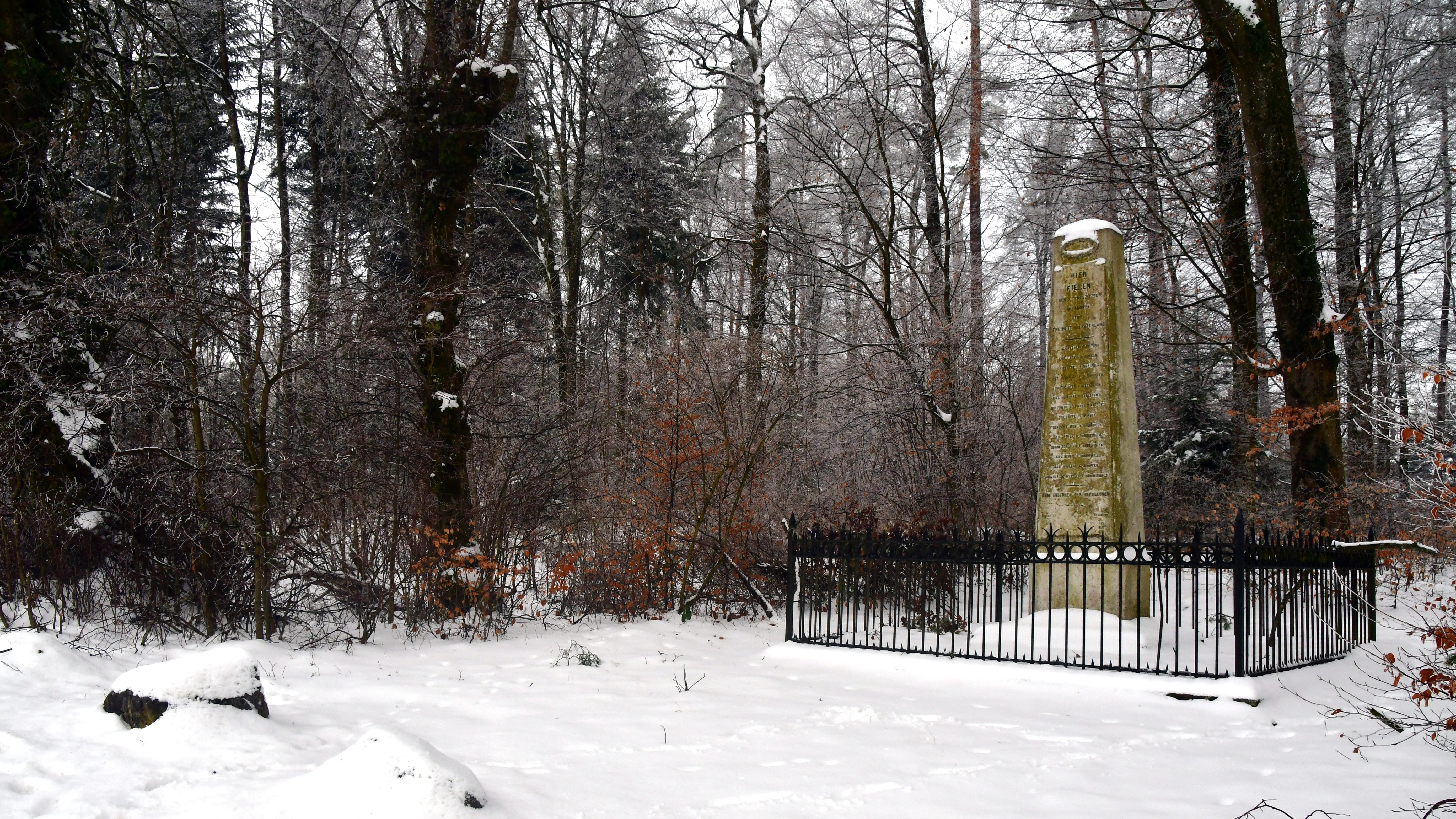
Franzoseneinfall 1798 – Denkmal für die Gefallenen in St. Niklaus

Die politischen Verhältnisse des Ancien Régime endeten 1798, als infolge des Siegs der Franzosen nach Kämpfen bei Biel und Büren Teile des Seelands und des angrenzenden Juras zu Frankreich kamen. Der französische Kanton Biel existierte allerdings nur fünf Jahre, und mit den Wiener Verträgen 1815 gelangten die schon vor 1798 Bern unterstehenden Teile des Seelands wieder an diesen Kanton. Im westlichen Seeland hingegen verblieben mehrere Gemeinden beim Kanton Freiburg, und die Gebiete nördlich der alten Zihl, welche zum Fürstentum Neuenburg gehörten, waren noch bis 1848 zugleich kantonal-neuenburgisches wie auch preussisches Hoheitsgebiet – dieses endete erst 1857 mit dem Neuenburgerhandel.

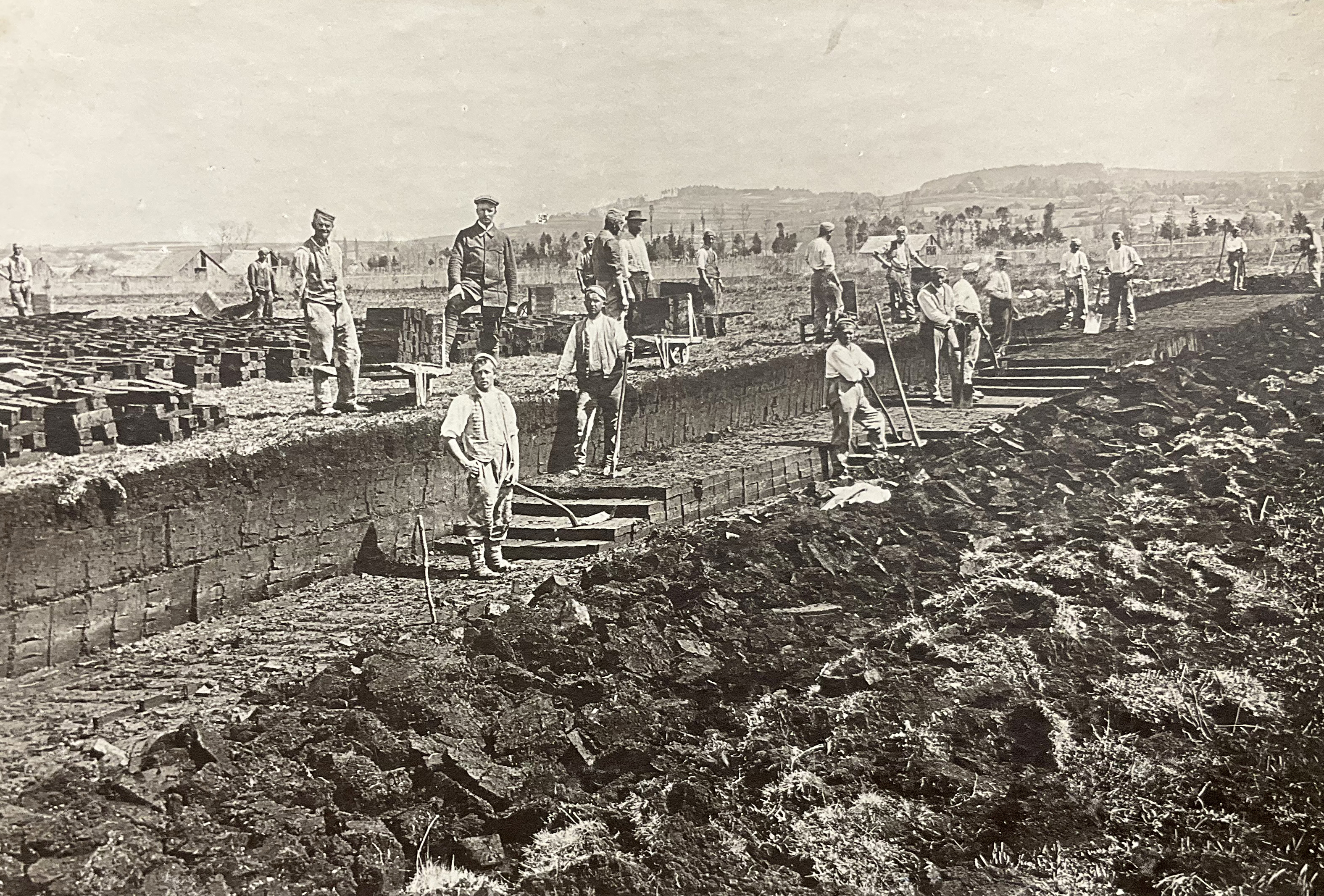
Torfstechen bei Ins 1917

Die wirtschaftliche Entwicklung verlief recht unterschiedlich. Seit dem Mittelalter wird an den Südhängen von Jura und Jolimont erfolgreich Wein angebaut. Die Weingüter gehörten zum Teil entfernt liegenden Klöstern und Adligen und kamen nach der Reformation entweder in Staatsbesitz oder wurden verkauft. In den übrigen Dörfern waren die Bauern vor allem Getreidebauern, aber die Ebenen waren sumpfig und durch Malaria bedroht, wurden regelmässig überschwemmt und konnten nur als Weideland oder gar nicht genutzt werden. Immerhin konnte mit dem Abbau von Torf zur Energiegewinnung der zunehmende Holzmangel Ende des 18. Jahrhunderts etwas ausgeglichen werden. Auch in späteren Krisenzeiten, wie während der beiden Weltkriege, war Torf aus dem Seeland begehrt, bis der Abbau nach Annahme der Rothenturm-Initiative verboten wurde. Weitere Rohstoffe waren Lehm, mit den Ziegeleien Pieterlen, Aarberg und Fräschels, und bis heute der Abbau von Kies an den Hügeln der eiszeitlichen Moränen.

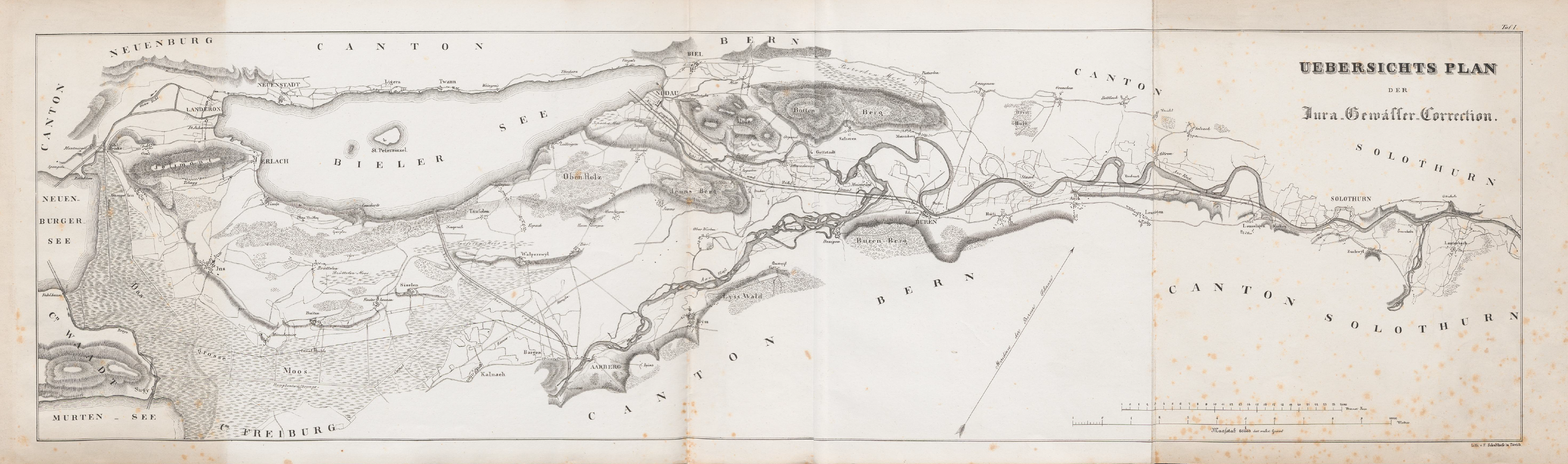
Juragewässerkorrektion, Übersichtsplan 1850

Bereits seit 1830 bestanden Pläne, wie die flache Landschaft mit den vielen grossflächigen Moosgebieten besser genutzt werden könnte – wobei klar war, dass lokale Eingriffe nicht zum Ziel führen würden. Dank der Energie und der Durchsetzungskraft von Johann Rudolf Schneider wurde deshalb die erste Juragewässerkorrektion (1868–1891) eines der ersten Grossprojekte der jungen Eidgenossenschaft. Diese brachte zu Beginn den Bauern noch nicht den erhofften Gewinn, aber vor allem im Grossen Moos verhalfen die landwirtschaftlichen Betriebe der Strafanstalten Bellechasse, Witzwil und St. Johannsen dem Gemüseanbau zum Erfolg. Wichtig waren dabei neben der Düngung des Bodens der Anbau geeigneter Produkte und die garantierte Abnahme von Rüben durch die Zuckerfabrik Aarberg.
Nach der Erschliessung des Seelands durch neue Strassen und die Eisenbahn wurde Biel zum industrialisierten Zentrum der Region. Nach dem Niedergang der Textilindustrie (Indienne-Manufaktur 1747–1842) wurden viele Uhrmacher aus dem Jura nach Biel geholt, welche zuerst in kleinen Ateliers, später in Manufakturen die Uhrenindustrie in Biel begründeten. Diese brachten neben ihrer Handwerkskunst und dem Fachwissen auch die französische Sprache in die vorher ganz überwiegend deutschsprachige Stadt, wodurch Biel/Bienne zweisprachig wurde. Weitere frühe Industriebetriebe waren die Drahtwerke (1634–1990) oder die Seifenfabrik Schnyder (1840–1989). Diese Entwicklung wurde begünstigt durch die sehr frühe Elektrifizierung durch lokale Wasserkraftwerke; Biel-Taubenlochschlucht (1892), Hagneck (1900), Kallnach (1913).

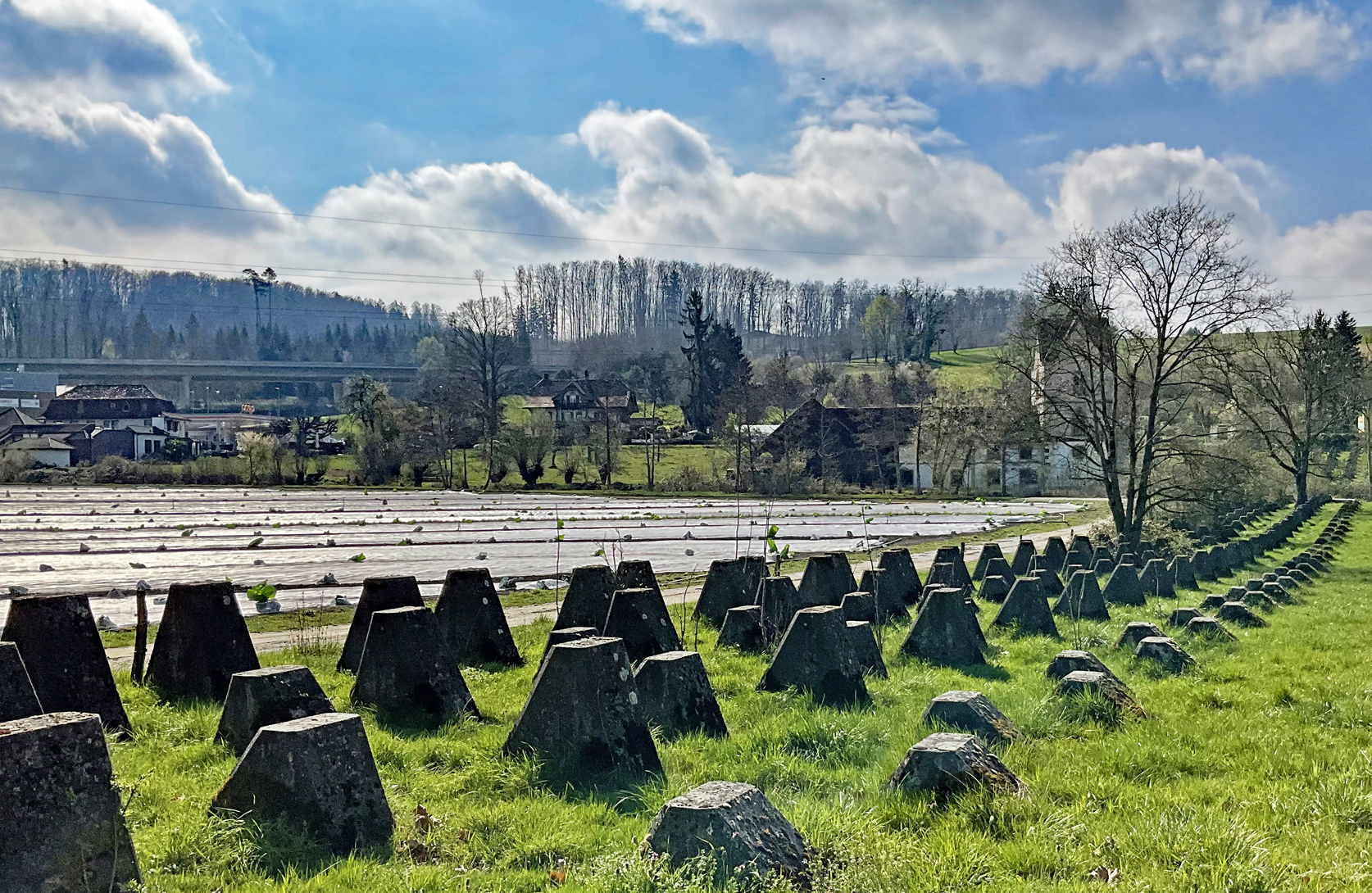
Panzersperre Löwenberg

Im Ersten Weltkrieg wurde am westlichen Ende des Seelandes die Fortifikation Murten gebaut, eine der drei Haupt-Stellungen der Schweiz. Sie sollte die Schweiz gegen einen Einfall von Westen absichern und bestand aus Befestigungen, welche vom Zihlkanal über den Jolimont bis zur Saane nach Bösingen reichten, und einem Réduit im Mont Vully. Dabei sind die Befestigungen beim Schloss Löwenberg zwar nicht mehr in Betrieb, aber wurden noch bis 1990 ausgebaut.
Im Zweiten Weltkrieg wurden im grössten Internierungslager der Schweiz im Häftli bei Büren zuerst ausländische Militärpersonen interniert, vor allem Polen, aber nach 1942 diente das Lager auch Zivilpersonen als Flüchtlingsunterkunft.

## Brauchtum
- Büren an der Aare: Büre-Nöijohr (Fasnacht am 1./2. Januar)[53]
- Kerzers: Kerzerslauf[54]
- Aarberg: Puce (Flohmarkt)[55]
- Maitannli (Tradition Jugendlicher mit dem Aufstellen einer Tanne vor dem Haus einer jungen Frau in der Nacht zum 1. Mai)[56]
- Biel/Bienne: Braderie (Sommerfest zu Beginn des Sommer-Schlussverkaufs)[57]
- Biel/Bienne: Bieler Lauftage mit 100-km-Lauf
- Eichenfuhr (Siselen, Kallnach)[58][59]
- Le Landeron: Brocante (Flohmarkt)[60]
- Twann: Trüelete (Winzerfest im Oktober)[61]

## Persönlichkeiten
Liste einiger herausragender Persönlichkeiten, die im Seeland geboren wurden und/oder gelebt bzw. gewirkt haben, ohne Anspruch auf Vollständigkeit:
Bundesräte:

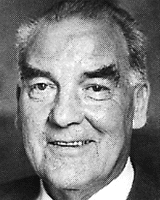
Bundesrat Rudolf Gnägi

- Ulrich Ochsenbein (1811–1890), Nidau, Bundesrat 1848–1854

- Jakob Stämpfli (1820–1879), Wengi, Bundesrat 1855–1863, Bundespräsident 1856, 1859 und 1862
- Karl Schenk (1823–1895), Schüpfen, Bundesrat 1864–1895, Bundespräsident 1865, 1871, 1874, 1878, 1885 und 1893
- Karl Scheurer (1872–1929), Erlach, Bundesrat 1920–1929, Bundespräsident 1923
- Rudolf Minger (1881–1955), Schüpfen, Bundesrat 1930–1940, Bundespräsident 1935
- Ernst Nobs (1886–1957), Seedorf, Bundesrat 1944–1951, Bundespräsident 1949
- Rudolf Gnägi (1917–1985), Schwadernau, Bundesrat 1965–1979, Bundespräsident 1971 und 1976
- René Felber (1933–2020), Biel/Bienne, Bundesrat 1988–1993, Bundespräsident 1992
- Moritz Leuenberger (* 1946), Biel/Bienne, Bundesrat 1995–2010, Bundespräsident 2001 und 2006
- Samuel Schmid (* 1947), Rüti bei Büren, Bundesrat 2000–2008, Bundespräsident 2005

Kulturschaffende: 

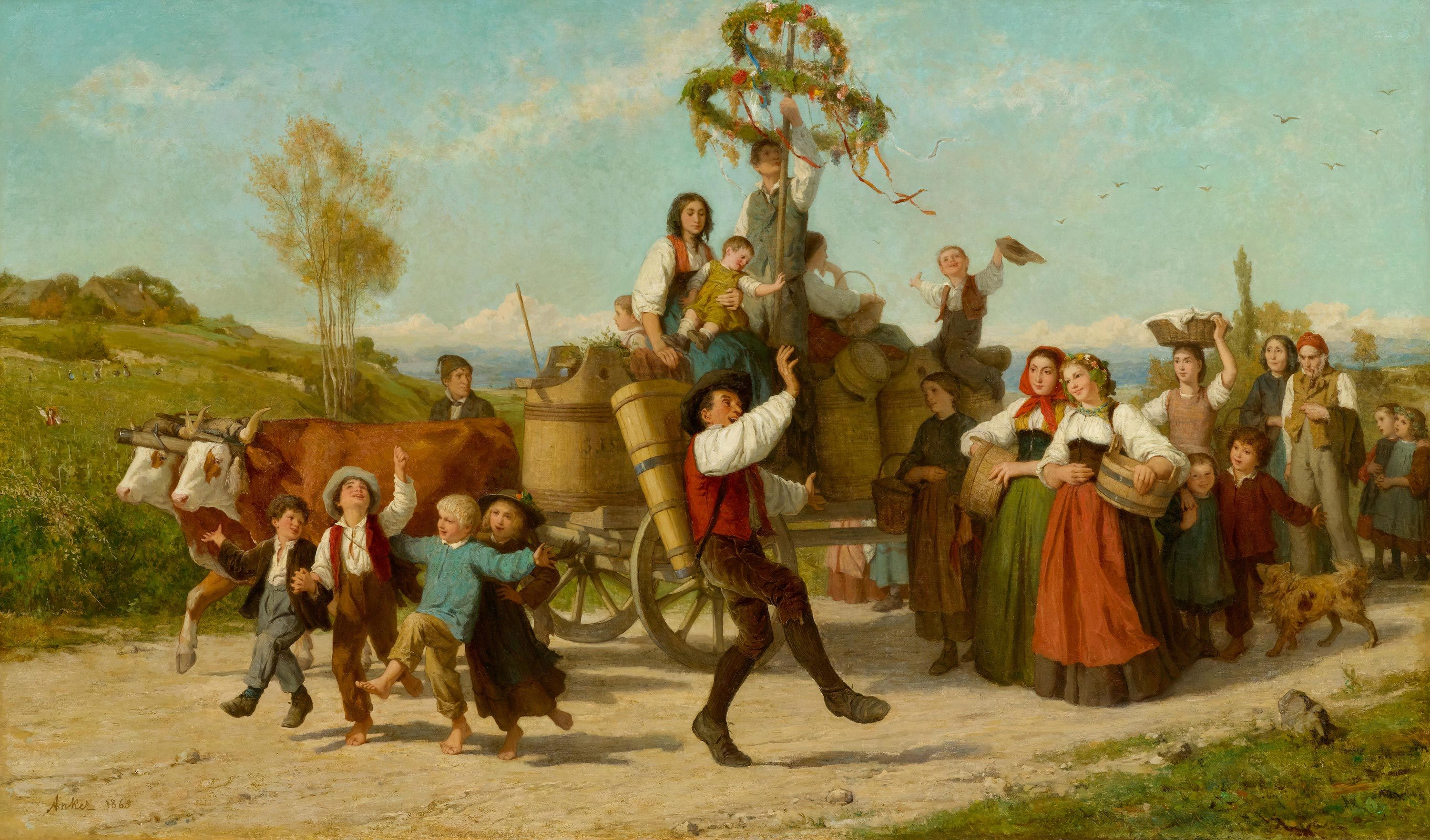
Albert Anker 1865 – das Winzerfest

- Rudolf von Fenis († vor 30. August 1196), Vinelz, Minnesänger
- Albert Anker (1831–1910), Ins, Maler
- Künstlerfamilie Robert (ab 1853), Biel/Bienne, Maler: Aurèle, Leo-Paul, Théophil, Philippe, Paul-André, Marie-Françoise, Jerry Haenggli
- Karl Walser (1877–1943), Biel/Bienne, Maler
- Robert Walser (1878–1956), Biel/Bienne, Schriftsteller
- Mili Weber (1891–1978), Biel/Bienne, Künstlerin
- Fernand Giauque (1895–1973), Ligerz und Muntelier, Maler
- Hedda Koppé (1896–1990), Biel/Bienne, Schauspielerin
- Walter Clénin (1897–1988), Ligerz und Biel/Bienne, Maler
- Elsi Giauque (1900–1989), Ligerz, Textilkünstlerin
- Hans Beutler (1913–1994), Büren a. A., Künstler und Grafiker
- Laure Wyss (1913–2002), Biel/Bienne, Schriftstellerin
- Gian Pedretti (* 1926), La Neuveville, Plastiker, Maler und Schriftsteller
- Peter Travaglini (1927–2015), Büren a. A., Maler, Plastiker und Bildhauer
- Franz Gertsch (1930–2022), Mörigen, Maler und Grafiker
- Erica Pedretti (1930–2022), La Neuveville, Schriftstellerin, Objektkünstlerin und Malerin
- Jörg Steiner (1930–2013), Biel/Bienne, Schriftsteller
- Martin Ziegelmüller (* 1935), Vinelz, Maler
- Markus Raetz (1941–2020), Büren a. A., Gegenwartskunst
- Jörg Müller (* 1942), Biel/Bienne, Illustrator
- Franz Hohler (* 1943), Biel/Bienne, Schriftsteller, Kabarettist und Liedermacher
- Heini Stucki (* 1949), Biel/Bienne, Fotograf
- Kuno Lauener (* 1961), Aarberg, Frontmann, Sänger und Songschreiber der Band Züri West
- Sascha Ruefer (* 1972), Lengnau, Sportreporter, TV-Moderator und Showmaster
- Susanne Kunz (* 1978), Meinisberg, Fernsehmoderatorin, Schauspielerin und Kabarettistin
- Christine Wiederkehr (* 1978), Biel/Bienne, Filmregisseurin
- Noah Veraguth (* 1987), Pop-Rock-Sänger und -Musiker, Leadsänger der Band Pegasus

weitere Persönlichkeiten:

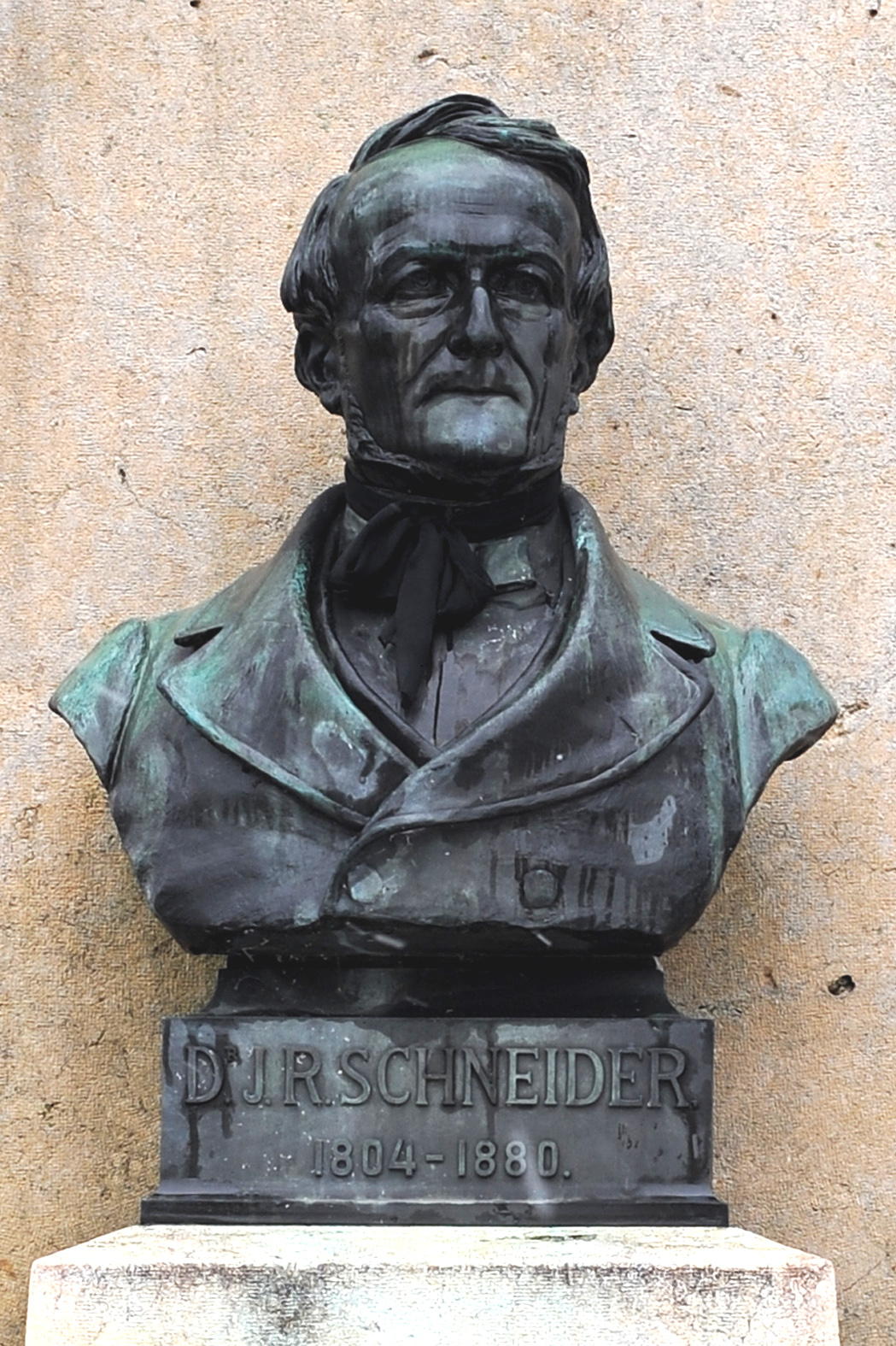
Johann Rudolf Schneider

- Burkhard von Fenis (um 1040–1107), Vinelz, burgundischer Adliger, Bischof von Basel (1072–1107)
- Cuno von Fenis († zwischen 1103 und 1108), Vinelz, burgundischer Adliger, Bischof von Lausanne (1097/98–1103)
- Thomas Wyttenbach (1472–1526), Biel/Bienne, Reformator, Lehrer von Huldrych Zwingli
- Ambrosius Blarer (1492–1564), Biel/Bienne, Reformator und Kirchenlieddichter, evangelischer Pfarrer
- Jakob Rosius (1598–1676), Biel/Bienne, Astronom, Mathematiker, Lehrer und Theologe
- Johann Conrad Gottfried Wildermett (1677–1758), Pieterlen und BIel/Bienne, evangelischer Geistlicher und Kirchenlieddichter
- Jean-Jacques Rousseau (1712–1778), St. Petersinsel, Philosoph, Naturforscher und Schriftsteller
- Sigmund Freiherr von Renner (1727–1800), Nidau, kaiserlich-königlicher General
- Georg Wilhelm Friedrich Hegel (1770–1831), Tschugg, Philosoph und Hauslehrer
- Phokion Heinrich Clias (1782–1854), Aarberg, Turner und Sportpädagoge, einer der Begründer des Turnunterrichts in der Schweiz
- Georg Simon Ohm (1789–1854), Orpund, Physiker
- Karl Neuhaus (1796–1849), Biel/Bienne, Politiker und Gründer der Universität Bern
- Johann Rudolf Schneider (1804–1880), Meienried, Arzt und Initiator der ersten Juragewässerkorrektion
- Johannes Niggeler (1816–1887), Worben, Lehrer und Sportpädagoge, gilt als Turnvater der Schweiz
- Friedrich Fiala (1817–1888), Nidau, Historiker und Bischof von Basel (1885–1888)
- Eduard Güder (1817–1882), Walperswil, Theologieprofessor, Ehrendoktor der Universität Königsberg (1862)
- Louis-Frédéric de Rutté (1829–1903), Sutz-Lattrigen, Architekt
- Élie Ducommun (1833–1906), Biel/Bienne, Journalist, Geschäftsmann, Pionier der Friedensbewegung, Träger des Friedensnobelpreises 1902
- Edouard Heuer (1840–1892), Brügg, Uhrmacher, Gründer der Uhrenmanufaktur TAG Heuer
- Theodor Gohl (1844–1910), Aarberg, Architekt
- Franz Eugen Schlachter (1859–1911), Biel/Bienne, Bibelübersetzer der Schlachter-Bibel, Prediger, Schriftsteller und Buchautor
- Josef Steiner (1889–1983), Biel/Bienne, Stifter Dr. Josef Steiner Krebsforschungspreis («Nobelpreis der Krebsforschung»)
- Gustav Hans Graber (1893–1982), Grossaffoltern, Psychologe und Psychoanalytiker
- Maurice Dubois (1905–1997), Biel/Bienne, Delegationsleiter der Kinderhilfe des Schweizerischen Roten Kreuzes, Gerechter unter den Völkern (Yad Vashem)
- Maurice E. Müller (1918–2009) und Robert Schneider (1912–1990), Biel/Bienne, Mitbegründer der Arbeitsgemeinschaft für Osteosynthesefragen (heutige AO Stiftung)
- Willy Gassmann (1921–1992), Biel/Bienne, Verleger, Präsident des EHC Biel (1956–1982)
- Nicolas Hayek (1928–2010), Biel/Bienne, Gründer und CEO der Swatch Group
- Kurt Wüthrich (* 1938), Aarberg, Lyss und Biel, Chemiker und Nobelpreisträger (2002)
- Hans Stöckli (* 1952), Biel/Bienne, Bieler Stadtpräsident (1990–2010), Nationalrat (2004–2011) und Ständerat (2011–2023), Ständeratspräsident (2019/2020)
- Christine Beerli (* 1953), Biel/Bienne, Politikerin und Rechtsanwältin, Ständerätin (1991–2003), Vizepräsidentin des IKRK (seit 2008)
- Thomas Jordan (* 1963), Biel/Bienne, Ökonom, Präsident des Direktoriums der Schweizerischen Nationalbank (seit 2012)
- Christian Stucki (* 1985), Aarberg, Diessbach und Lyss, Schwingerkönig 2019
- Silvia Fürst (* 1961), Biel/Bienne, Radsportlerin, Moutainbike-Weltmeisterin 1992
- Werner Günthör (* 1961), Erlach, Leichtathlet, dreimaliger Weltmeister im Kugelstossen (1987, 1991, 1993)
- Paul (* 1970) und Martin Laciga (1975–2023), Kerzers, Beachvolleyballer
- Marcel Fischer (* 1978), Brügg, Olympiasieger im Fechten an den Olympischen Sommerspielen 2004 in Athen
- Lena Göldi (* 1979), Safnern, Judoka

## Bilder

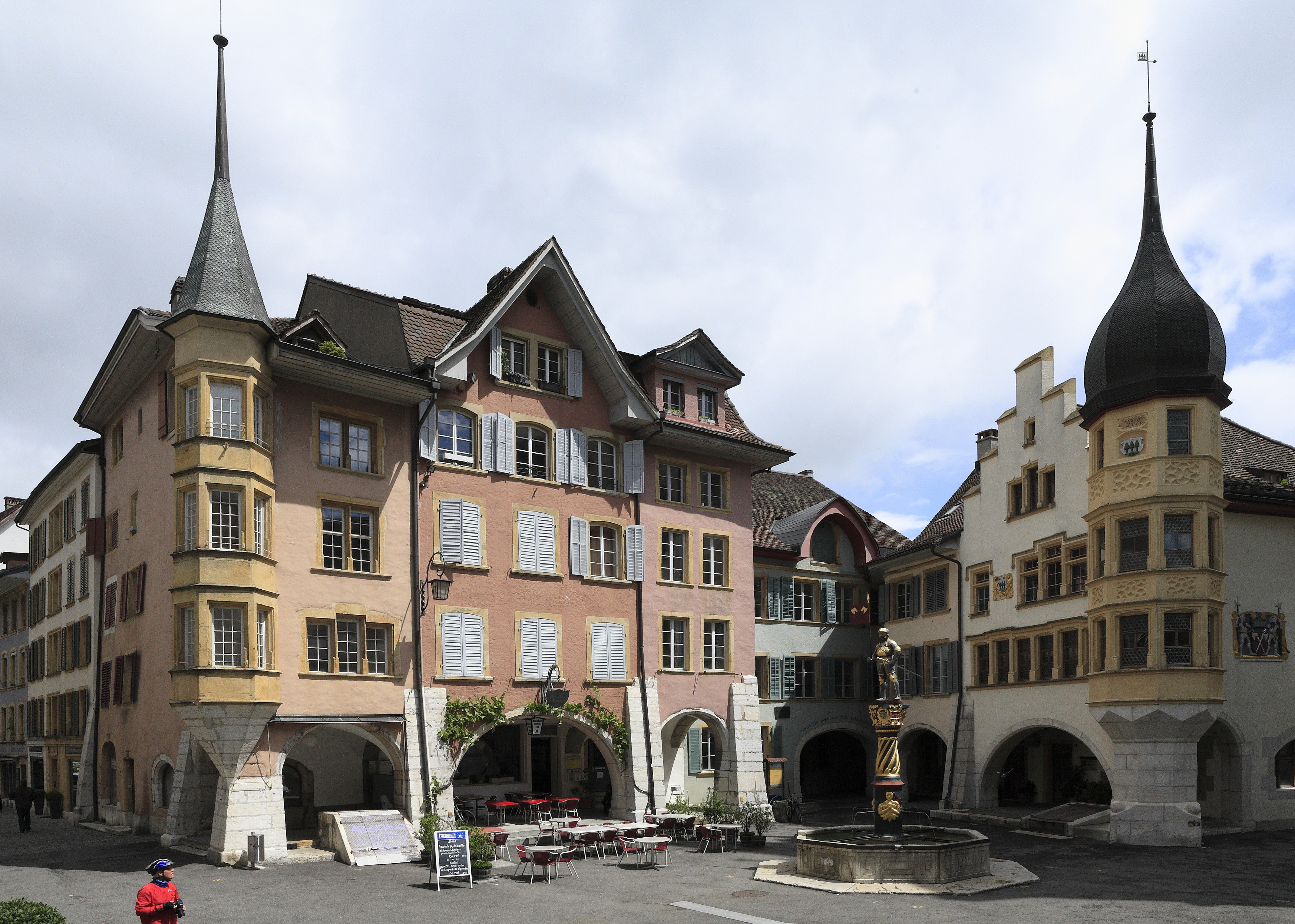
Altstadt Biel (Ring)
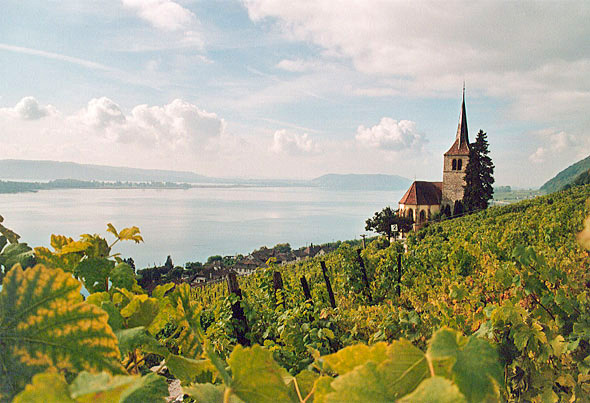
Bielersee, rechts die Kirche Ligerz
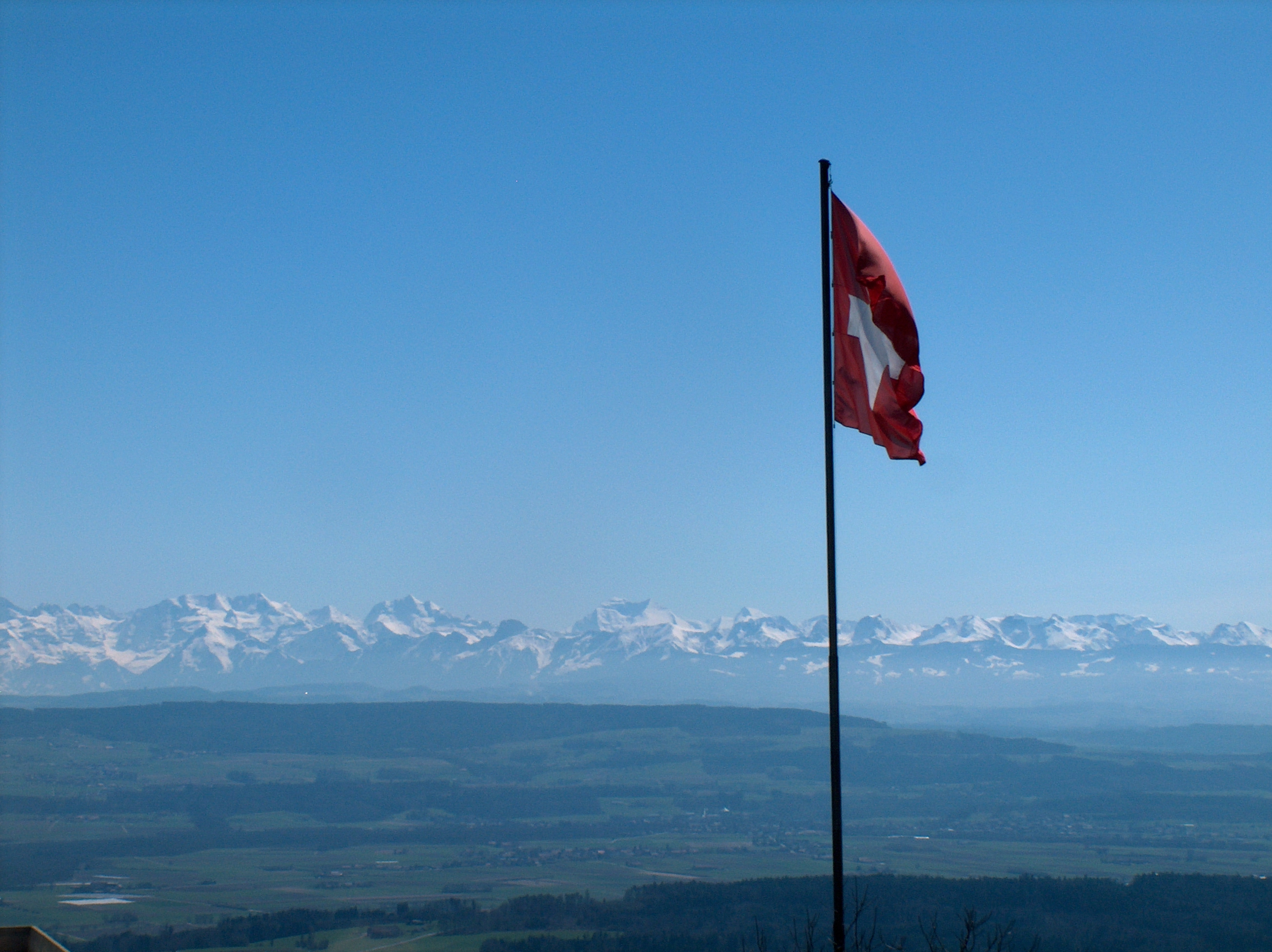
Blick von Magglingen über das Seeland zu den Berner Alpen
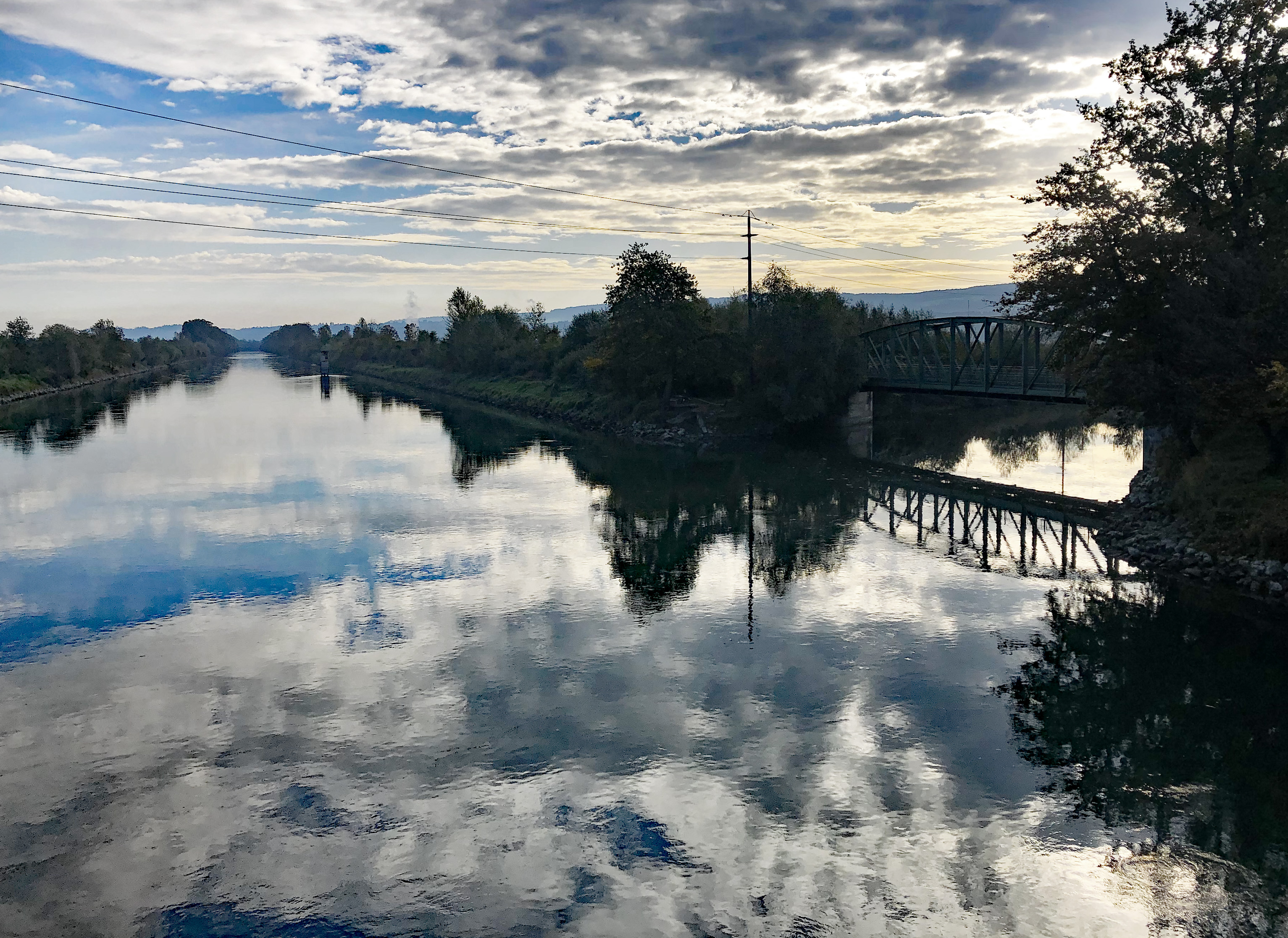
Hagneckkanal (links) und Unterwasserkanal
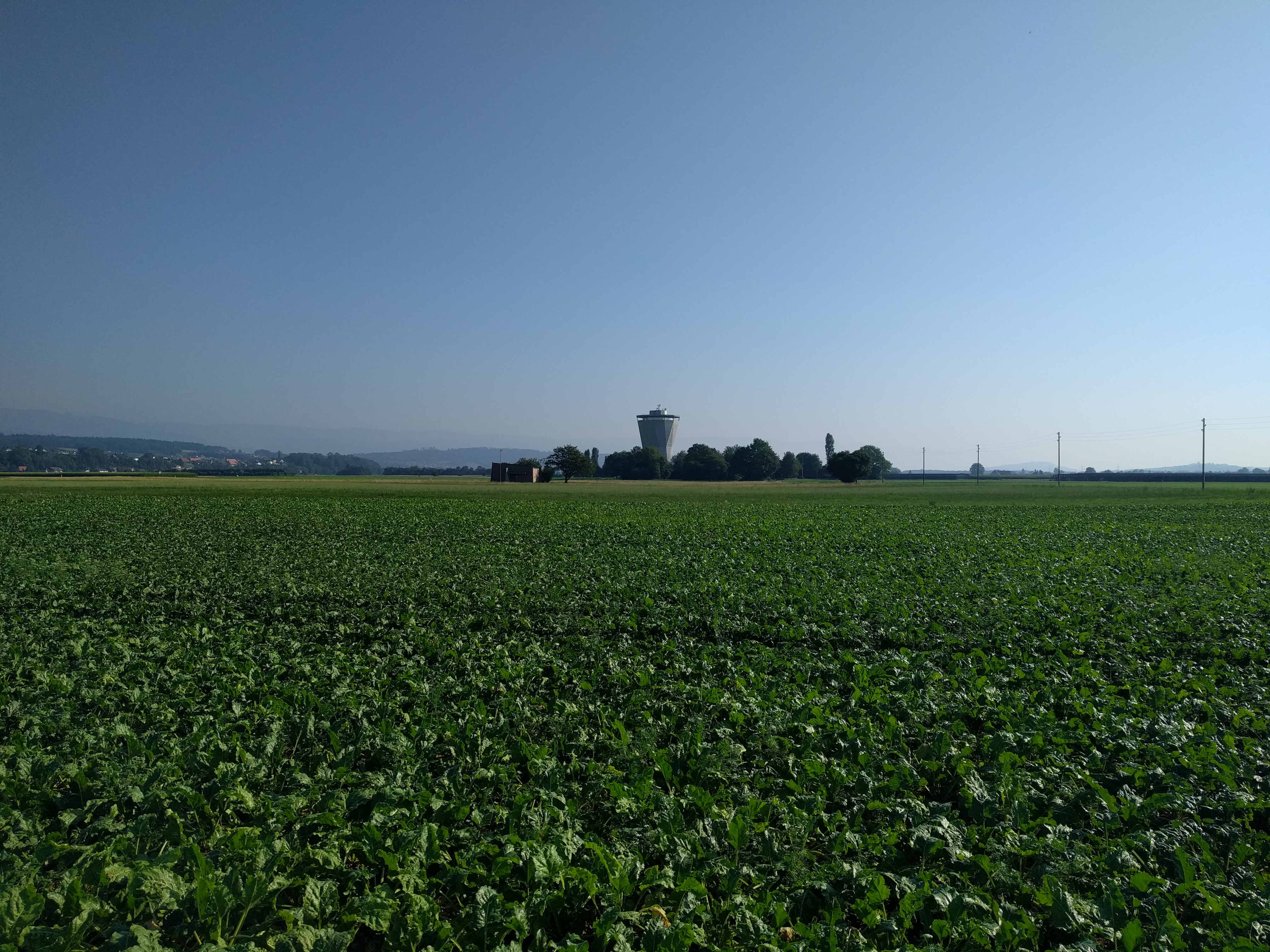
Grosses Moos, in der Mitte der Wasserturm Gimmiz (Walperswil)
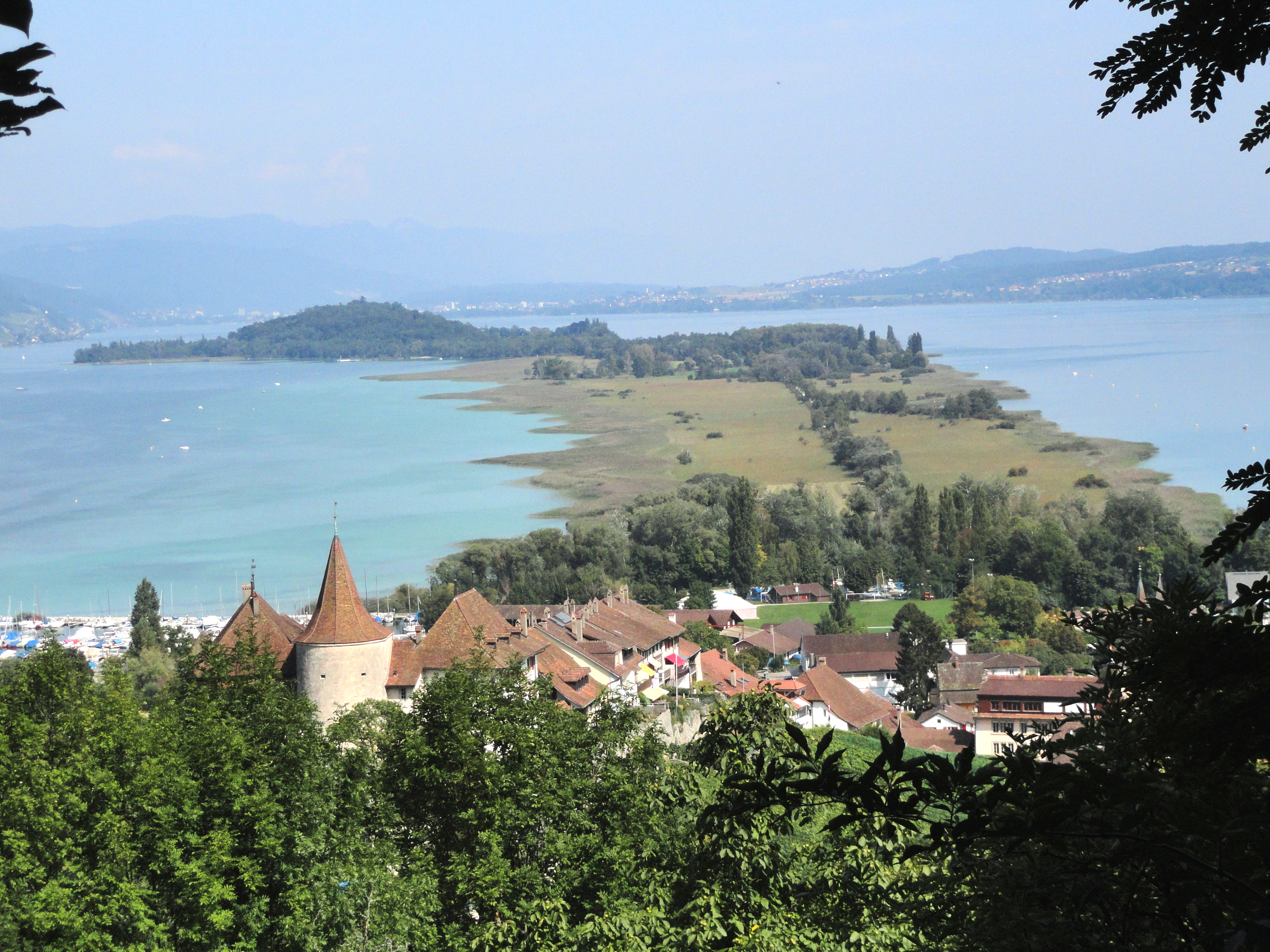
St. Petersinsel im Bielersee, im Vordergrund Erlach
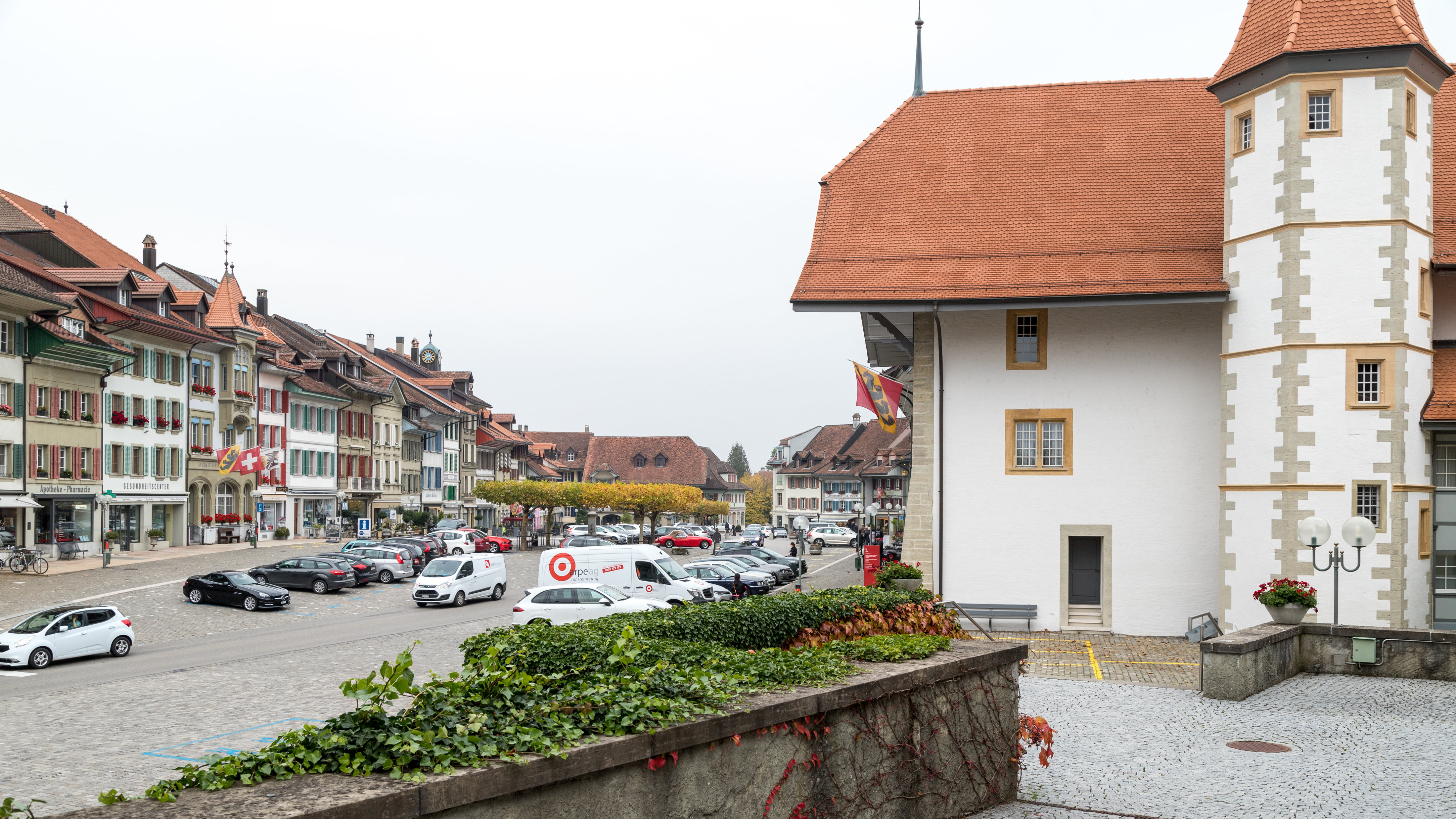
Aarberg
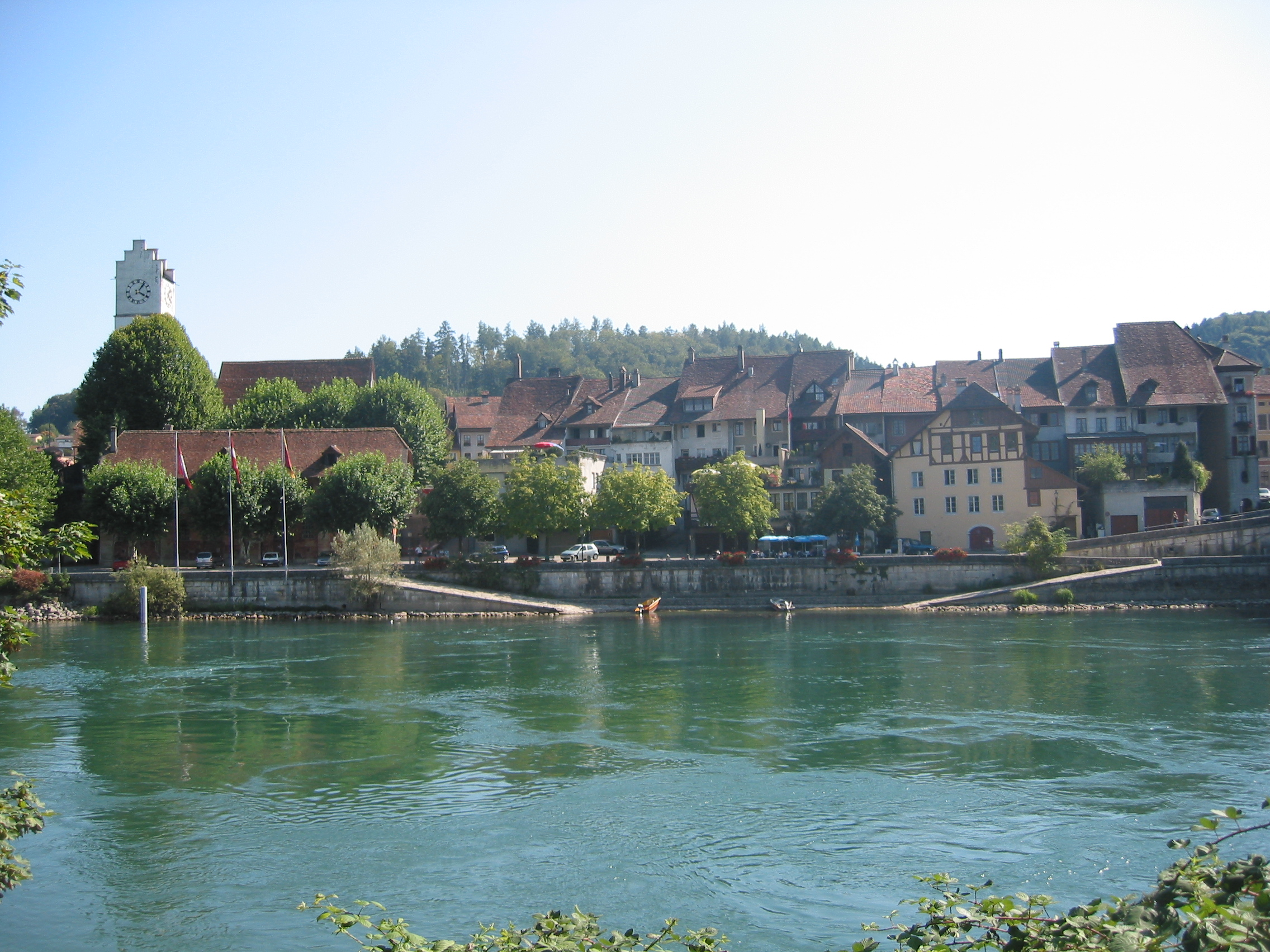
Büren an der Aare
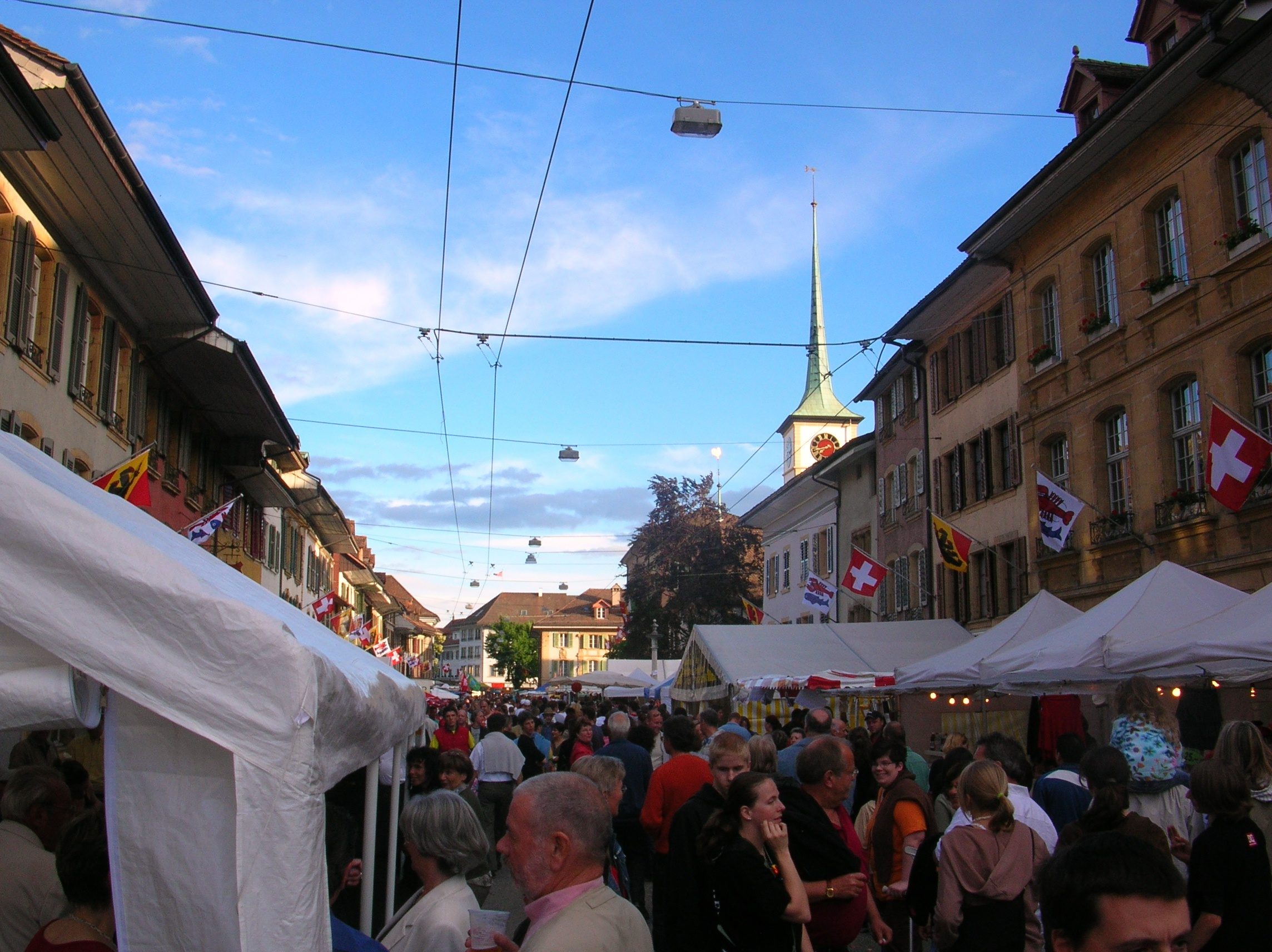
Stedtlifest in Nidau
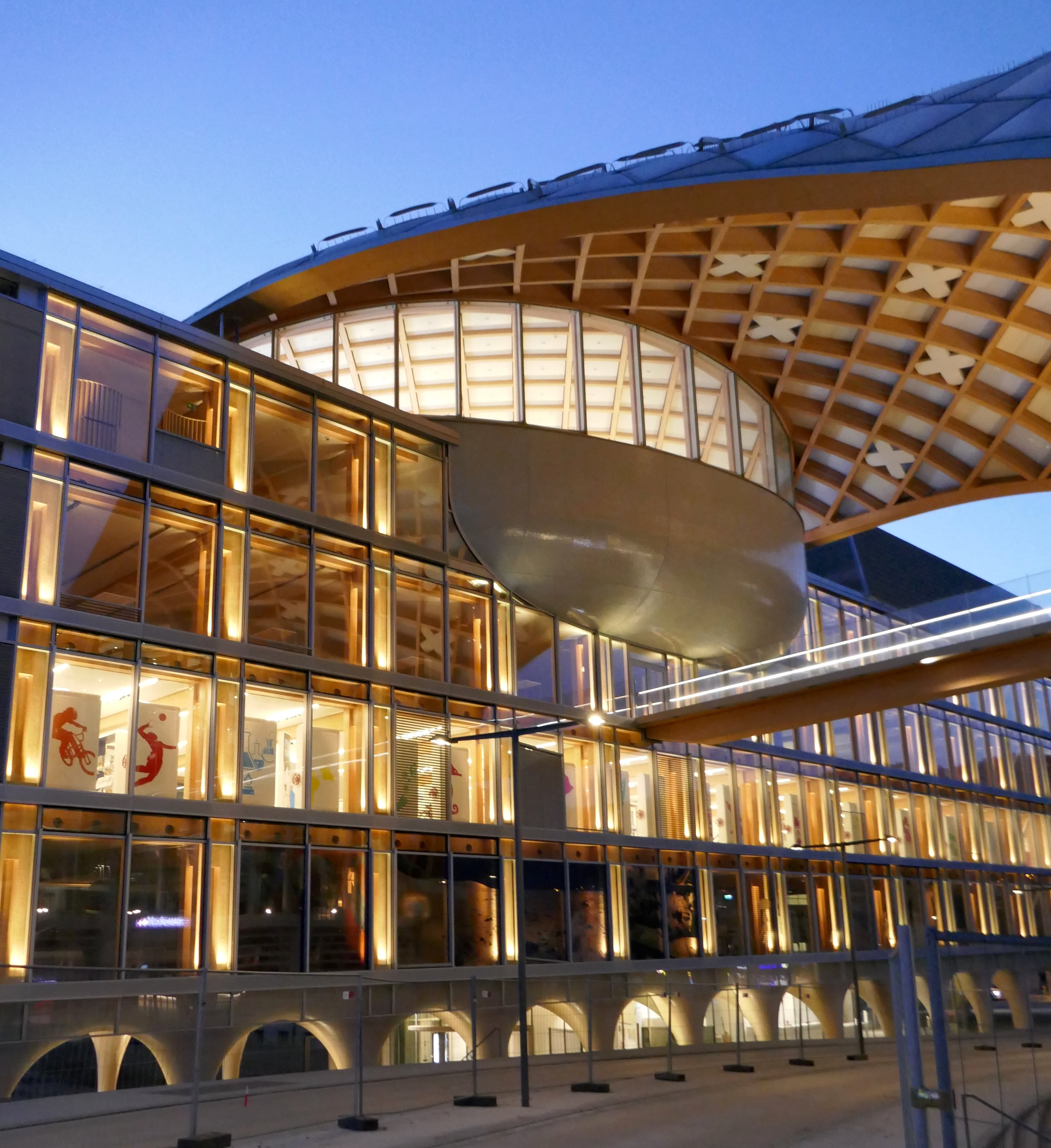
Hauptsitz des Unternehmens Swatch in Biel